# Soccorso agli ebrei durante l'Olocausto
Il soccorso agli ebrei durante l'Olocausto durante la seconda guerra mondiale è stato portato avanti da alcune persone e gruppi che aiutarono ebrei ed altri perseguitati a sfuggire alle persecuzioni condotte dalla Germania nazista; un esempio ben noto è Oskar Schindler. Dal 1953 l'Ente nazionale per la memoria della Shoah (Yad Vashem) ha riconosciuto 26.973 persone come Giusti tra le nazioni.

## Cronologia sintetica
- Primavera 1942:
  - Nasce il Gruppo di lavoro (Working Group) di Bratislava con il rabbino Michael Ber Weissmandl e Gisi Fleischmann come leader.
  - Il rabbino Weissmandl e il Working Group in generale avviano i negoziati con i tedeschi e, dopo il pagamento di un riscatto di 50 000 dollari e di tangenti, i trasporti dalla Slovacchia si fermano per due anni.
- 21 maggio 1942: Il rapporto del Bund[2] sull'assassinio di 700 000 ebrei viene inviato a Londra e trasmesso dalla BBC il 2 giugno 1942.[3]
- 27 luglio 1942: Ignacy Schwartzbart, membro ebreo del governo polacco in esilio a Londra, invia un cablogramma al Congresso ebraico mondiale di New York descrivendo l'assassinio di massa degli ebrei nel ghetto di Varsavia da parte dei tedeschi.
- Fine estate 1942: Il rabbino Solomon Schonfeld convince l'Ufficio coloniale a permettere agli ebrei di trovare un rifugio sicuro alle Mauritius.
- Agosto 1942: Gerhart Riegner invia un cablogramma a Stephen Wise in USA e a Sidney Silverman a Londra (entrambi membri del Congresso ebraico mondiale) descrivendo il piano dei tedeschi per la "Soluzione finale" (Silverman era anche membro del Parlamento).
- 2 settembre 1942: Yitzchak e Recha Sternbuch inviano un cablogramma che descrive la "Soluzione Finale" alla Va'ad Hatzalah di New York.
- Estate-autunno 1942: Jan Karski, ufficiale dell'esercito polacco non ebreo e affiliato alla resistenza polacca, viene introdotto di nascosto per due volte nel ghetto di Varsavia e forse nel campo di sterminio di Belzec. In seguito riferì quanto osservato con una relazione dettagliata inviata a Londra al Ministro degli Esteri Anthony Eden. Nel 1943 informò il Presidente Roosevelt, che si disinteressò della questione.
- Autunno 1942: Il rabbino Weissmandl avvia i negoziati con i tedeschi nell'ambito del Piano Europa. I nazisti dichiarano di accettare di bloccare i trasporti provenienti dalla maggior parte dei Paesi in cambio di una cifra pari a circa 2 milioni di dollari con un anticipo del 10%. Sfortunatamente l'offerta non fu presa sul serio.[4]
- Fine 1942:
  - Dopo aver appreso delle atrocità in Europa, il leader dell'Irgun Hillel Kook e il suo gruppo di emissari (shlichim) in America mettono in secondo piano gli obiettivi sionisti, si dedicano al salvataggio dei loro fratelli e formano il Comitato di emergenza per salvare il popolo ebraico in Europa (Emergency Committee to Save the Jewish People of Europe o "Gruppo Bergson")[5].
  - Il rabbino Solomon Schonfeld convince molti leader della Chiesa britannica e parlamentari ad approvare una mozione che consente agli ebrei che riescono a sfuggire ai nazisti e ai fascisti di trovare un rifugio temporaneo nell'Impero britannico. Molti appoggiano il piano, ma omettono la Palestina come potenziale rifugio e il piano viene ostacolato dalla lobby sionista locale.
- 2 febbraio 1943: La Germania perde la battaglia di Stalingrado, punto di svolta nella guerra.
- 9 marzo 1943: Prima rappresentazione dello spettacolo "We Shall Never Die" di Ben Hecht al Madison Square Garden di New York, organizzato dal Gruppo Bergson e visto da 40 000 persone. Dopo un'altra rappresentazione newyorkese, lo spettacolo fu replicato a Washington, Filadelfia, Boston e Los Angeles. Le rappresentazioni previste in altre città furono ostacolate dalla leadership ebraica americana.[6]
- Luglio 1943: Jan Karski si incontrò di nuovo con Roosevelt e informò il giudice ebreo della Corte Suprema Felix Frankfurter, il Segretario di Stato Cordell Hull, William Joseph Donovan (a capo dell'OSS, Office of Strategic Service, in tempo di guerra), Stephen Wise e altri, tra cui personalità di Hollywood. I suoi rapporti furono generalmente ignorati. Più tardi scrisse: "Nessuno ha fatto abbastanza".
- 6 ottobre 1943: Marcia dei rabbini ortodossi a Washington con Hillel Kook.
- Gennaio 1944: Il Presidente Roosevelt è costretto dal Gruppo Bergson, dal Segretario al Tesoro Henry Morgenthau e dal suo team, e dai rabbini ortodossi a istituire il War Refugee Board, che contribuì al salvataggio di oltre 200 000 ebrei.
- 19 marzo 1944: Occupazione dell'Ungheria da parte della Germania.
- 7 aprile 1944: Wetzler (Jozef Lánik) e Rosenberg (Rudolf Vrba) fuggono da Auschwitz.
- Fine aprile 1944: Distribuzione iniziale dei Protocolli di Auschwitz. Il dottor Rezsö Kasztner visita Bratislava, chiede e ottiene una copia anche in lingua ungherese.
- Maggio 1944: Anche Arnost Rosin e Czeslaw Mordowitz fuggono da Auschwitz e vengono interrogati dal Working Group di Bratislava.
- 15 maggio 1944: Iniziano le deportazioni giornaliere di 12 000 ebrei ungheresi verso Auschwitz.
- 20 giugno 1944: George Mantello ottiene una copia dei Protocolli di Auschwitz dal diplomatico rumeno Florian Manoliu, che a sua volta lo aveva ricevuto da Miklós (Moshe) Krausz a Budapest. Mantello riassume e pubblicizza immediatamente il rapporto (24 giugno).
- Giugno 1944: Inizio della campagna di stampa svizzera, delle prediche nelle chiese e delle proteste popolari contro la barbarie dell'Europa.
- 7 luglio 1944: Il reggente ungherese Miklós Horthy blocca i trasporti dall'Ungheria dopo aver ricevuto pesanti minacce da parte dei leader degli alleati.

## Stati

### Albania

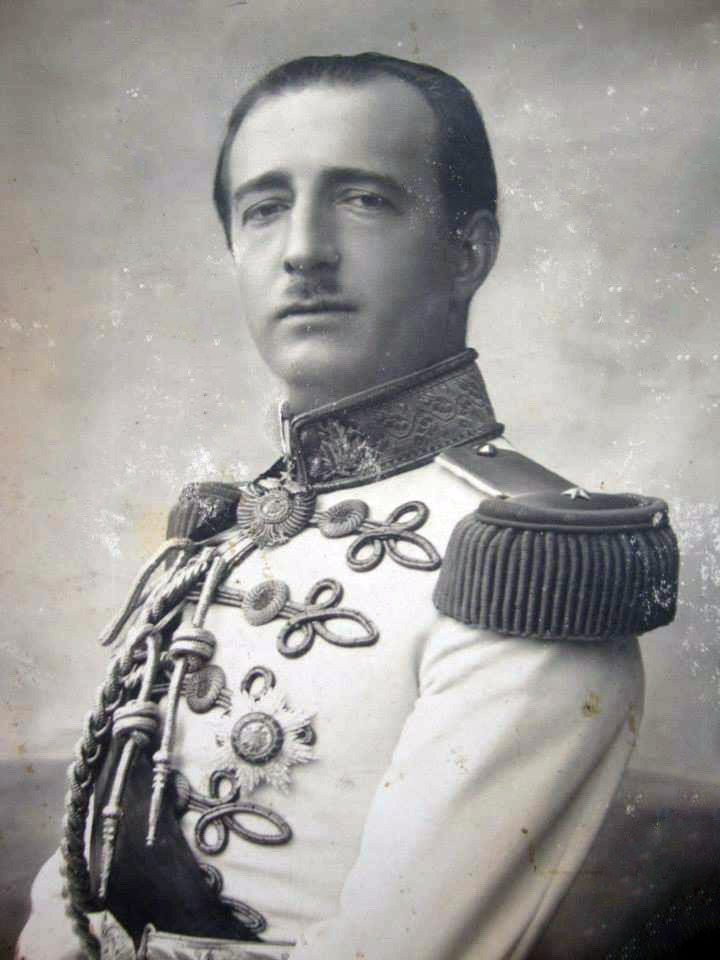
Zog I, re d'Albania, in divisa

A differenza di molti altri paesi dell'Europa orientale sotto l'occupazione nazista, l'Albania rappresentò per gli ebrei un rifugio sicuro, grazie anche alla popolazione mista musulmana e cristiana, oltre ad una lunga tradizione di tolleranza. Alla fine del 1938 era l'unica in Europa a rilasciare ancora visti agli ebrei attraverso l'ambasciata a Berlino. Dopo l'occupazione nazista dell'Albania, il paese si rifiutò di consegnare la piccola popolazione ebraica ai tedeschi, a volte anche fornendo alle famiglie ebree documenti falsi. Durante la guerra circa 2 000 ebrei vi cercarono rifugio; molti si ripararono nelle zone rurali, dove erano protetti dalla stessa popolazione locale. Alla fine della guerra il numero degli ebrei risultò maggiore rispetto al periodo prebellico, rendendo l'Albania l'unico paese in Europa in cui la popolazione ebraica aumentò durante la seconda guerra mondiale. Su un totale di duemila ebrei solo cinque ebrei albanesi morirono per mano dei nazisti: furono scoperti dai tedeschi e deportati a Pristina.
Tra febbraio e marzo del 1939 il re Zog I di Albania concesse asilo a 300 rifugiati ebrei prima di essere rovesciato dai fascisti italiani nell'aprile dello stesso anno. Quando gli italiani chiesero al governo fantoccio albanese di espellere i rifugiati ebrei, i leader albanesi si rifiutarono, e negli anni successivi altre 400 persone trovarono asilo in Albania.
Durante la guerra alcune zone del Kosovo e della Macedonia occupate dalle forze dell'Asse furono annesse all'Albania, e in questi territori furono catturati e poi uccisi circa 600 ebrei.
Refik Veseli fu il primo albanese a ricevere il titolo di Giusto tra le nazioni. Dichiarò che tradire gli ebrei "avrebbe disonorato il suo villaggio e la sua famiglia. Come minimo la sua casa sarebbe stata distrutta e la sua famiglia bandita". Il 21 luglio 1992 fu riconosciuto come Giusto tra le nazioni Mihal Lekatari, un partigiano di Kavajë. Lekatari è noto per aver rubato documenti d'identità in bianco dal comune di Harizaj e averli distribuiti con nomi musulmani ai rifugiati ebrei.
Nel 1997 Shyqyri Myrto fu premiato per aver salvato gli ebrei con il premio Courage to Care della Lega Antidiffamazione, consegnato a suo figlio Arian Myrto. Nel 2006 fu posta una targa in onore della compassione e del coraggio dell'Albania durante l'Olocausto nell'Holocaust Memorial Park a New York, alla presenza dell'ambasciatore albanese presso le Nazioni Unite. . Al 1º gennaio 2022 i Giusti albanesi individuati e onorati da Yad Vashem sono 75 (settantacinque).

### Belgio

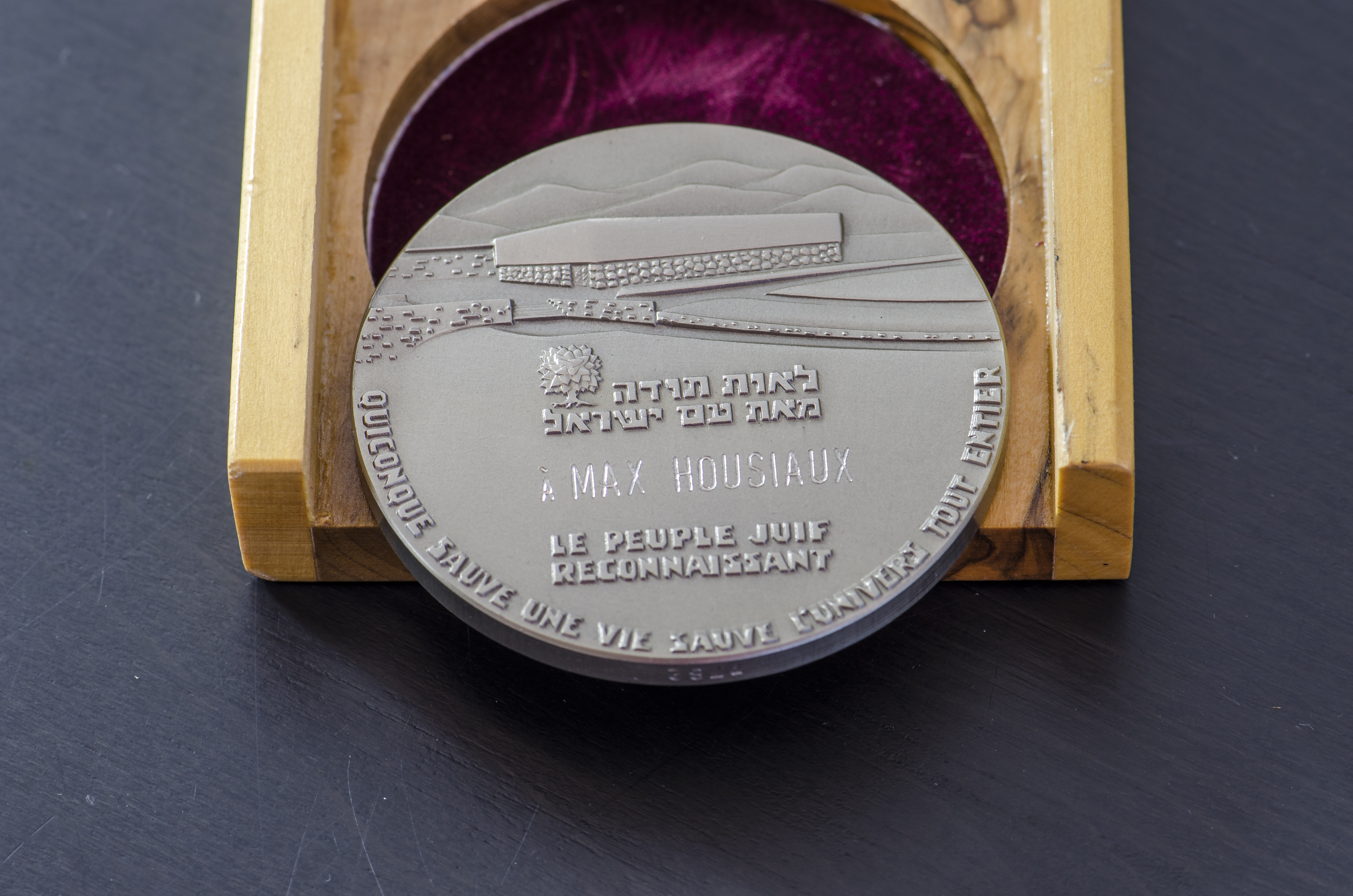
Medaglia Yad Vashem assegnata a Max Housiaux.

Nell'aprile del 1943 alcuni membri della Resistenza belga bloccarono il ventesimo convoglio per Auschwitz, liberando 231 prigionieri. Diversi governanti locali fecero il possibile per ostacolare il processo di registrazione degli ebrei voluto dai nazisti. Molte persone salvarono i bambini nascondendoli in case private e collegi, come Marie ed Emile Taquet che sistemarono decine di ragazzi ebrei in una scuola o in casa. Dei circa 50 000 ebrei presenti in Belgio nel 1940 si stima che 25 000 furono deportati e solo circa 1 250 sopravvissero.
Il reverendo Bruno Reynders, un monaco cattolico, sfidò i nazisti, seguendo la direttiva di Papa Pio XII per salvare gli ebrei: collaborò con gli orfanotrofi locali, le suore cattoliche e la Resistenza belga per creare false identità ai bambini ebrei i cui genitori li avevano lasciati volontariamente nel tentativo di salvarli dalla deportazione nei campi di sterminio. Padre Bruno rischiò la vita per aver tenuto fede ai suoi valori e aver salvato le vite di circa 400 bambini ebrei. È onorato come un righteous gentiles da Yad Vashem.
Padre Joseph André fu un altro prete cattolico che assicurò dei nascondigli sicuri a bambini e adulti ebrei presso famiglie belghe, orfanotrofi e altre istituzioni.

### Bolivia
Tra il 1938 e il 1941 circa 20 000 ebrei ottennero i visti per la Bolivia nell'ambito di un programma di visti agricoli. Anche se la maggior parte si trasferì nei paesi limitrofi (Argentina, Uruguay, Cile), alcuni rimasero e diedero vita ad una comunità ebraica in Bolivia.

### Bulgaria
La Bulgaria entrò a far parte delle potenze dell'Asse nel marzo del 1941, partecipando all'invasione della Jugoslavia e della Grecia. I territori della Grecia, Macedonia e altre nazioni occupate dalla Bulgaria durante la seconda guerra mondiale non erano considerate bulgare: erano amministrati dalla Bulgaria pur non avendo voce in capitolo sugli affari di queste terre.
Il governo alleato nazista della Bulgaria, guidato da Bogdan Filov, assistì pienamente e attivamente all'Olocausto nelle aree occupate. A Pasqua del 1943 la Bulgaria radunò una gran parte degli ebrei in Grecia e Jugoslavia, li trasportò attraverso la Bulgaria e li consegnò per il convoglio tedesco verso Treblinka, dove quasi tutti furono uccisi. Il governo bulgaro deportò dalla Grecia e dalla Macedonia una percentuale più alta di ebrei rispetto agli occupanti tedeschi nella regione.
La partecipazione attiva della Bulgaria all'Olocausto non interessò però il territorio prebellico, e dopo le varie proteste dell'arcivescovo Stefan di Sofia e l'intervento di Dimităr Pešev la prevista deportazione degli ebrei bulgari (circa 50 000) fu interrotta, per poi negare la deportazione nei campi di concentramento. La Bulgaria fu ufficialmente ringraziata dal governo di Israele nonostante fosse stata un'alleata della Germania nazista.
Dimităr Pešev fu il vicepresidente dell'Assemblea nazionale e ministro della giustizia durante la seconda guerra mondiale. Aiutato anche dalla forte opposizione della Chiesa ortodossa bulgara, si ribellò al governo filo-nazista e impedì la deportazione. Sebbene fosse stato coinvolto nell'approvazione di varie leggi antisemite durante i primi anni della guerra, non poté accettare la decisione del governo di deportare i 48 000 ebrei bulgari l'8 marzo 1943. Dopo esserne stato informato, tentò più volte di vedere il primo ministro Bogdan Filov, ma questi rifiutò. Insistette allora con il ministro dell'Interno Petar Gabrovski sull'annullamento delle deportazioni. Persuaso dai lunghi colloqui con Pešev, Gabrovski finalmente chiamò il governatore di Kyustendil e fece interrompere i preparativi. Il 9 marzo l'ordine fu annullato. Dopo la guerra Pešev fu accusato di antisemitismo e anticomunismo dai tribunali sovietici e condannato a morte. Tuttavia, dopo le proteste della comunità ebraica, la condanna fu commutata in 15 anni di reclusione, ma egli fu rilasciato dopo appena un anno. Dopo la guerra le sue azioni non furono riconosciute: viveva in povertà in Bulgaria. Nel 1973 fu insignito del titolo di Giusto tra le nazioni. Morì lo stesso anno.

### Cina
Ho Feng Shan, il console cinese a Vienna, iniziò a rilasciare agli ebrei i visti per Shanghai, parte del quale in quel periodo era ancora sotto il controllo della Repubblica Cinese, per motivi umanitari.
Tra il 1933 e il 1941 la città cinese di Shanghai (sotto l'occupazione giapponese) accettò incondizionatamente oltre 18 000 rifugiati ebrei in fuga dall'Olocausto in Europa, un numero maggiore di quelli accolti complessivamente da Canada, Nuova Zelanda, Sudafrica e India britannica durante la seconda guerra mondiale. Dopo il 1943 gli occupanti giapponesi, allineati alla politica nazista, ghettizzarono i rifugiati ebrei a Shanghai in un'area conosciuta come ghetto di Shanghai. Molti di loro emigrarono negli Stati Uniti ed Israele dopo il 1948 a causa della guerra civile cinese (1946-1950).

### Città del Vaticano

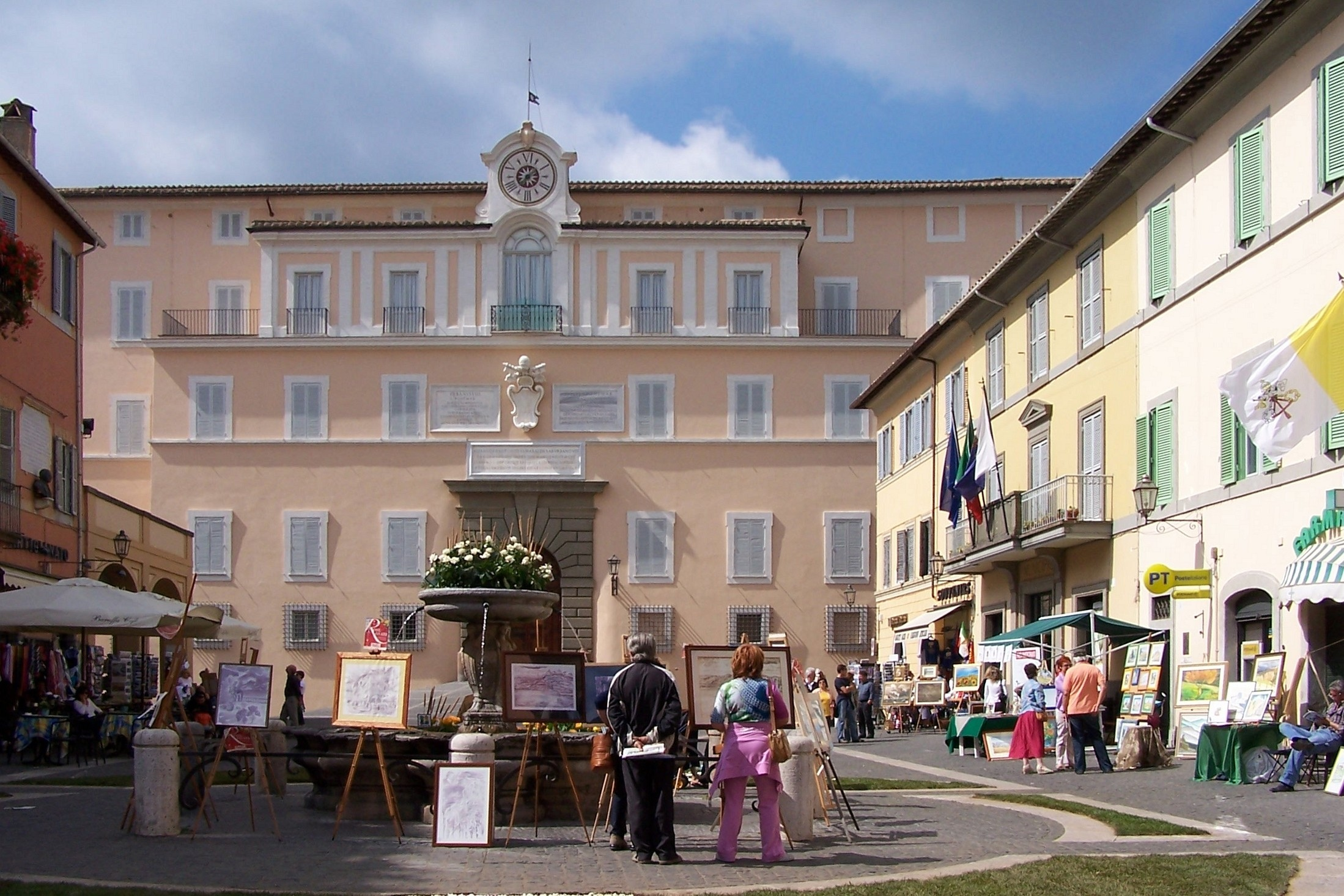
Il Palazzo Pontificio di Castel Gandolfo, residenza estiva del Papa, fu aperto agli ebrei in fuga dalle retate naziste nel nord Italia. A Roma, Papa Pio XII aveva ordinato alle istituzioni cattoliche della città di aprirsi agli ebrei, e 4715 delle 5715 persone elencate per la deportazione da parte dei nazisti erano ospitate in 150 istituzioni - 477 nello stesso Vaticano.

Negli anni '30 Papa Pio XI esortò Mussolini a chiedere a Hitler di frenare le azioni antisemite in atto in Germania. Nel 1937 emise l'enciclica Mit brennender Sorge, in cui affermò l'inviolabilità dei diritti umani. 

#### Pio XII
Papa Pio XII succedette a Pio XI alla vigilia della guerra, nel 1939. Usò la diplomazia per aiutare le vittime dell'Olocausto e ordinò alla Chiesa di fornire un aiuto con discrezione. Le sue encicliche, come Summi Pontificatus e Mystici Corporis Christi, predicarono contro il razzismo con specifico riferimento agli ebrei: "Non ci sono né gentili né ebrei, né circoncisione né non-circoncisione". Nel discorso alla vigilia del Santo Natale del 1942 denunciò l'assassinio di "centinaia di migliaia" di persone "impeccabili" per causa della loro "nazionalità o razza". I nazisti furono furiosi, e la Direzione generale per la Sicurezza del Reich, responsabile della deportazione degli ebrei dall'Italia, lo definì il "portavoce dei criminali di guerra ebrei".
Pio XII intervenne per tentare di bloccare le deportazioni in vari paesi. Dopo la capitolazione, anche dall'Italia iniziarono le deportazioni naziste degli ebrei nei campi di sterminio. Pio XII protestò a livello diplomatico, mentre diverse migliaia di ebrei trovarono rifugio presso i cattolici. Il 27 giugno 1943 la Radio Vaticana trasmise un'ingiunzione papale: "Chi fa distinzione tra ebrei e altri uomini è infedele a Dio ed è in conflitto con i comandamenti di Dio". Già alcuni giorni prima che i nazisti giungessero a Roma in cerca degli ebrei, il Papa aveva ordinato che i santuari del Vaticano venissero aperti a tutti i "non ariani" bisognosi di rifugio, e, secondo Martin Gilbert, entro la mattina del 16 ottobre "un totale di 477 ebrei erano stati ospitati in Vaticano e nelle sue enclavi, mentre altri 4.238 erano stati ospitati nei numerosi monasteri e conventi di Roma. Solo 1015 dei 6730 ebrei di Roma furono sequestrati quella mattina". Ricevuta la notizia dei rastrellamenti, il Papa incaricò immediatamente il cardinale segretario di Stato Luigi Maglione di inviare formale protesta all'ambasciatore tedesco. Dopo l'incontro l'ambasciatore diede ordine di sospendere gli arresti. In precedenza il Papa aveva aiutato gli ebrei di Roma offrendo 50 Kg d'oro per pagare il riscatto richiesto dai nazisti.
Tra noti soccorritori, assistiti da Pio XII, si annoverano Pietro Palazzini, Giovanni Ferrofino, Giovanni Palatucci, Pierre-Marie Benoît e altri. Ricevendo da Israele un premio per la sua opera di salvataggio, l'arcivescovo Giovanni Montini (futuro papa Paolo VI) disse che aveva agito solo per mandato di Pio XII.
I rappresentanti diplomatici di Pio XII esercitarono pressioni a favore degli ebrei in tutta Europa, inclusa la Francia di Vichy, Ungheria, Romania, Bulgaria, Croazia, Slovacchia e la stessa Germania. Svolsero un ruolo importante nel salvataggio degli ebrei molti nunzi papali, tra cui Giuseppe Burzio (incaricato degli affari vaticani in Slovacchia), Filippo Bernardini (nunzio in Svizzera) e Angelo Roncalli (nunzio in Turchia, futuro papa Giovanni XXIII). Furono riconosciuti Giusti tra le nazioni Angelo Rotta (nunzio a Budapest) e Andrea Cassulo (nunzio a Bucarest).
Pio XII protestò direttamente contro le deportazioni degli ebrei slovacchi presso il governo di Bratislava dal 1942. Intervenne direttamente in Ungheria facendo pressioni per porre fine alle deportazioni ebraiche nel 1944, ed il 4 luglio ottenne che il leader ungherese, l'ammiraglio Horthy, comunicò a Berlino la cessazione delle deportazioni degli ebrei, citando le proteste del Vaticano, del re di Svezia e della Croce Rossa. Il Partito delle Croci Frecciate, filo-nazista e antisemita, prese il potere in ottobre e iniziò una nuova campagna di uccisioni degli ebrei. Le potenze neutrali guidarono un grande sforzo di salvataggio, e il rappresentante di Pio XII, Angelo Rotta, prese l'iniziativa di istituire un "ghetto internazionale", contrassegnato dagli emblemi delle legazioni svizzera, svedese, portoghese, spagnola e vaticana, che fornì rifugio a circa 25 000 ebrei.
A Roma, tra ebrei italiani e prigionieri di guerra fuggiti, circa 4 000 persone evitarono la deportazione, molte nascoste in case sicure o evacuate dall'Italia dal gruppo di resistenza organizzato dal sacerdote di origine irlandese e funzionario vaticano monsignor Hugh O'Flaherty che usò i suoi legami politici per garantire rifugio agli ebrei. In questa opera fu assistito dalla moglie dell'ambasciatore irlandese, Delia Murphy.

### Danimarca

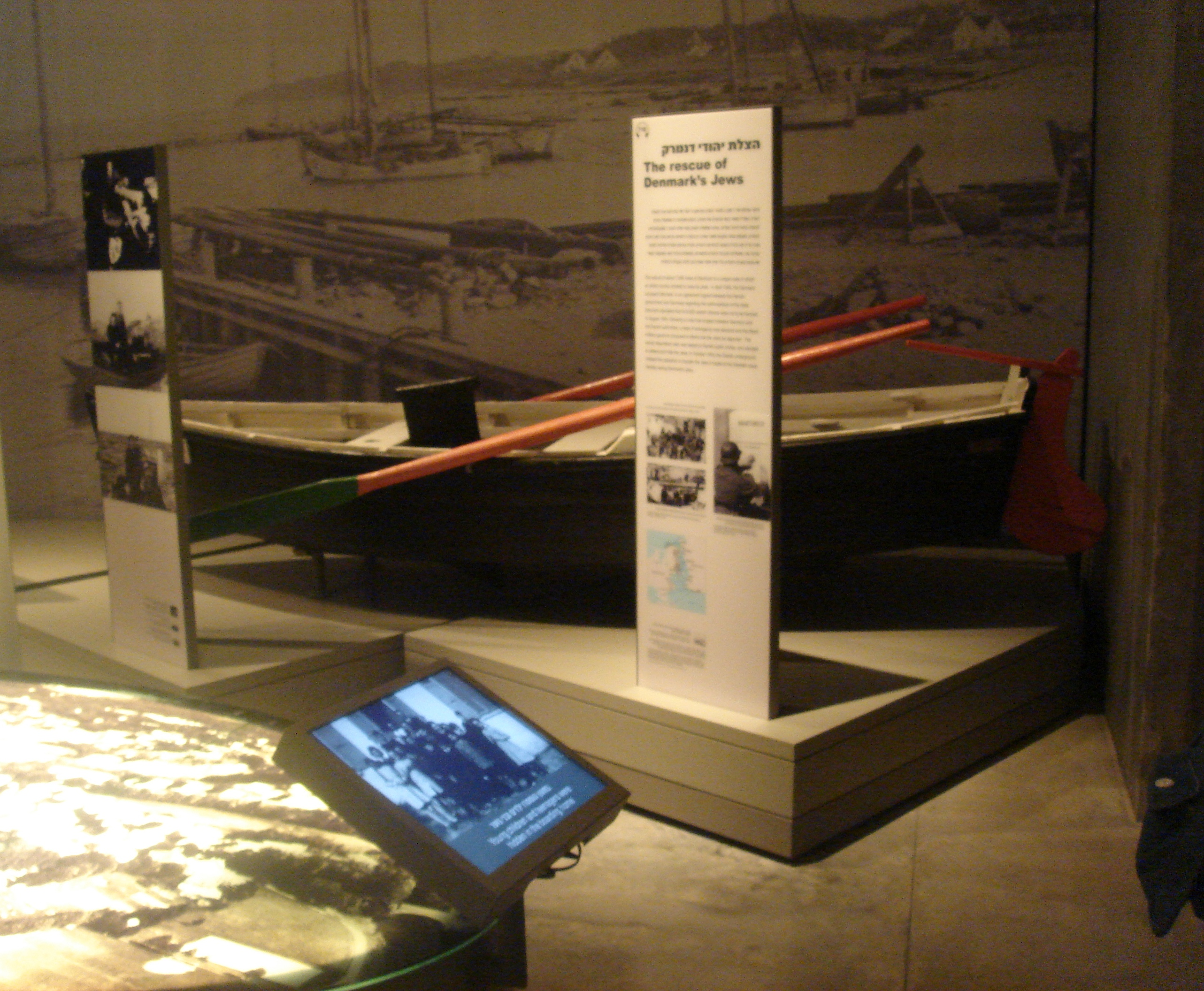
Una delle barche usate dai danesi per portare gli ebrei dalla Danimarca in Svezia e salvarli dalla persecuzione nazista - Esposta al Museo dell'Olocausto del Memoriale di Stato Yad Vashem di Gerusalemme

La comunità ebraica in Danimarca rimase pressoché inalterata dopo l'occupazione tedesca della Danimarca del 9 aprile 1940. I tedeschi permisero al governo danese di rimanere in carica, e questo gabinetto respinse l'idea che potesse esistere una qualsiasi "questione ebraica" in Danimarca. Non fu approvata nessuna legge contro gli ebrei, né fu introdotto l'uso della stella di David. Nell'agosto 1943 questa situazione di relativa traquillità crollò, poiché il governo danese si rifiutò di introdurre la pena di morte, richiesta dai tedeschi a seguito di una serie di scioperi e proteste popolari, e fu costretto dagli occupanti a dimettersi.
Durante questi eventi il diplomatico tedesco Georg Ferdinand Duckwitz informò il politico danese Hans Hedtoft dell'imminente deportazione degli ebrei danesi in Germania. Hedtoft allertò la Resistenza danese, e il leader ebreo C. B. Henriques informò il rabbino capo in carica Marcus Melchior (che sostituiva Max Friediger, arrestato come ostaggio il 29 agosto 1943), esortando la comunità a nascondersi il 29 settembre 1943. Nelle settimane successive più di 7.200 degli 8 000 appartenenti alle comunità ebraiche della Danimarca furono traghettati nella neutrale Svezia nascosti nei pescherecci; solo circa 450 ebrei furono catturati dai tedeschi e spediti a Theresienstadt.
I funzionari danesi riuscirono a far sì che questi prigionieri non venissero spediti nei campi di sterminio; le ispezioni della Croce Rossa danese e l'invio di viveri mantennero alta l'attenzione sugli ebrei danesi. Il conte svedese Folke Bernadotte assicurò il loro rilascio e il ritorno in Danimarca negli ultimi giorni della guerra. La Danimarca salvò in massa circa 7.200 ebrei nell'ottobre 1943.

### Filippine
In un notevole atto umanitario, Manuel L. Quezón, il primo presidente del Commonwealth delle Filippine, in collaborazione con l'Alto Commissario degli Stati Uniti nelle Filippine Paul V. McNutt, agevolò l'ingresso nelle Filippine di rifugiati ebrei in fuga dai regimi fascisti in Europa, affrontando le critiche della propaganda fascista secondo cui l'insediamento ebraico rappresentava una minaccia per il paese. Quezon e McNutt proposero di accogliere 30 000 famiglie di rifugiati a Mindanao e 40 000-50 000 rifugiati a Polillo. Quezon concesse in prestito per 10 anni al Comitato ebraico per i rifugiati di Manila un terreno accanto alla casa della sua famiglia di Marikina. Il terreno nella Marikina Hall ospitò i rifugiati sprovvisti di abitazione a partire dal 23 aprile 1940.

### Finlandia
In genere il governo finlandese si era sempre rifiutato di deportare gli ebrei finlandesi in Germania. I funzionari governativi comunicarono agli inviati tedeschi che "la Finlandia non aveva problemi ebraici". Tuttavia, nel 1942 la polizia segreta ValPo deportò 8 ebrei rifugiatisi in Finlandia in cerca d'asilo. Inoltre, sembra molto probabile che la Finlandia abbia permesso la deportazione di prigionieri di guerra sovietici, tra cui un certo numero di ebrei. La maggior parte degli ebrei finlandesi era comunque protetta per via della co-belligeranza con la Germania. Gli uomini si arruolarono nell'esercito finlandese e combatterono al fronte.
Tra i finlandesi coinvolti nel soccorso agli ebrei spicca Algoth Niska (1888 - 1954). In precendenza contrabbandiere, aveva avuto problemi finanziari a causa del proibizionismo del 1932; quando Albert Amtmann, un conoscente ebreo austriaco, espresse le preoccupazioni sulla posizione del suo popolo in Europa, Niska vide subito un'opportunità di affari nel contrabbando di ebrei fuori dalla Germania.
Il modus operandi fu presto stabilito: Niska avrebbe falsificato i passaporti finlandesi e Amtmann avrebbe acquisito i clienti, che con i loro nuovi passaporti avrebbero potuto attraversare il confine facilmente e uscire dalla Germania. Nel 1938 Niska falsificò 48 passaporti e ne ricavò 2,5 milioni di marchi finlandesi. Si sa che solo tre di queste persone sopravvissero all'Olocausto, venti furono catturate, i destini delle altre venticinque non sono noti. L'operazione di Niska e Amtmann coinvolse il maggiore Rafael Johannes Kajander, Axel Belewicz e la fidanzata di Belewicz, Kerttu Ollikainen, il cui compito era quello di rubare i moduli da usare per falsificare i passaporti.

### Francia
La città francese di Le Chambon-sur-Lignon offrì protezione a diverse migliaia di ebrei.
Durante il governo di Vichy il diplomatico brasiliano in Francia Luis Martins de Souza Dantas rilasciò illegalmente i visti diplomatici brasiliani a centinaia di ebrei, salvandoli da una morte quasi certa.
Padre Marie-Benoît, un sacerdote cappuccino, aiutò a portare in salvo circa 4 000 ebrei dalla Francia meridionale occupata dai nazisti; fu riconosciuto da Yad Vashem come Giusto tra le Nazioni nel 1966. Si Kaddour Benghabrit, il capo religioso del Centro islamico in Francia, aiutò più di mille ebrei di Parigi fornendo loro documenti d'identità falsi. Riuscì anche a nascondere molte famiglie nella moschea di Parigi, nelle residenze e nelle aree di preghiera delle donne.

### Giappone
Il governo giapponese garantì la sicurezza degli ebrei in Cina, Giappone e Manciuria. Il generale dell'esercito giapponese Hideki Tōjō accolse i rifugiati ebrei in conformità con la politica nazionale giapponese e respinse la protesta tedesca. Chiune Sugihara, Kiichiro Higuchi e Fumimaro Konoe aiutarono migliaia di ebrei a sfuggire all'Olocausto emigrando dall'Europa occupata.

### Grecia
La Fondazione per il progresso degli studi e della cultura sefardita scrive: "Non si possono dimenticare le ripetute iniziative del capo della Sede metropolitana greco-cristiana ortodossa di Salonicco Gennadios contro le deportazioni e, soprattutto, la lettera ufficiale di protesta firmata ad Atene il 23 marzo 1943 dall'arcivescovo Damaskinos della Chiesa greco-ortodossa insieme a 27 importanti leader di organizzazioni culturali, accademiche e professionali. Il documento, scritto in un linguaggio molto tagliente, fa riferimento ai legami indissolubili tra cristiani ortodossi ed ebrei, identificandoli congiuntamente come greci, senza differenziazione. È interessante notare che un documento del genere è unico in tutta l'Europa occupata per carattere, contenuto e scopo".
I 275 ebrei dell'isola di Zante sopravvissero all'Olocausto. Quando al sindaco dell'isola Loukas Karrer fu ordinato di consegnare la lista degli ebrei, il vescovo Chrysostomos tornò dai tedeschi stupiti con un elenco di due nomi: il suo e del sindaco. Inoltre, il vescovo scrisse una lettera ad Hitler stesso dichiarando che gli ebrei dell'isola erano sotto la sua supervisione. Nel frattempo la popolazione nascondeva ogni membro della comunità ebraica. Quando l'isola fu quasi rasa al suolo dal grande terremoto del 1953, i primi soccorsi arrivarono dallo stato di Israele, con un messaggio che diceva: "Gli ebrei di Zante non hanno mai dimenticato il loro sindaco o il loro amato vescovo e quello che hanno fatto per noi".
La comunità ebraica di Volos, una delle più antiche in Grecia, riportò meno perdite di qualsiasi altra comunità ebraica greca grazie all'intervento e alla mobilitazione tempestivi del forte movimento partigiano di EAM-Esercito popolare greco di liberazione (ELAS) e alla proficua collaborazione del capo della sede metropolitana greco-cristiana ortodossa di Demetriade Joachim con il rabbino capo di Volos Moshe Pesach per l'evacuazione da Volos della popolazione ebraica, dopo lo spostamento degli ebrei di Salonicco nei campi di concentramento.
La principessa Alice di Battenberg, moglie del principe Andrea di Grecia e Danimarca e madre del principe Filippo, duca di Edimburgo, rimase nella Atene occupata per tutta la durata della seconda guerra mondiale, proteggendo diversi rifugiati ebrei, per cui fu riconosciuta come "Giusta tra le nazioni" da Yad Vashem. Sebbene i tedeschi e i bulgari avessero deportato dalla Grecia un gran numero di ebrei, altri furono nascosti con successo dai loro vicini greci.
Simon Danieli all'età di 82 anni si recò da Israele nella sua città natia, Veria, per ringraziare i discendenti delle persone che avevano aiutato lui e i suoi familiari a scampare alla persecuzione nazista. Danieli aveva 13 anni nel 1942, quando la sua famiglia (il padre Joseph, commerciante di cereali, la madre Buena e nove fratelli) scappò da Veria per sfuggire alle sempre più frequenti atrocità commesse dalle forze naziste contro gli ebrei della città. Finirono in un villaggio vicino a Sykies, accolti da Giorgos e Panayiota Lanara, che offrirono loro riparo, cibo e un nascondiglio nel bosco, aiutati anche da un sacerdote, Nestoras Karamitsopoulos. I nazisti presero d'assalto Sykies, dove si erano rifugiati altri 50 ebrei di Veria. Interrogarono il sacerdote su dove si trovassero gli ebrei, e quando Karamitsopoulos si rifiutò di rispondere, irruppero nelle case. Trovarono degli ebrei nascosti in otto case a cui diedero fuoco, dopodiché torturarono il sacerdote, racconta Danieli.

### Italia
Nonostante la stretta alleanza di Benito Mussolini con Hitler, l'Italia non adottò l'ideologia genocida del nazismo nei confronti degli ebrei, pur promulgando nel 1938 le leggi razziali. I tedeschi erano frustrati dal rifiuto delle forze italiane di cooperare ai rastrellamenti, e nessun ebreo fu deportato dall'Italia prima dell'occupazione del paese a seguito della capitolazione nel settembre 1943. Il nazista Siegfried Kasche avvertì Berlino che nella Croazia occupata dagli italiani le forze italiane "sembravano influenzate" dall'opposizione vaticana all'antisemitismo tedesco. Con la crescita del sentimento anti-Asse in Italia, l'uso di Radio Vaticana per trasmettere e diffondere la disapprovazione papale dell'odio razziale e dell'antisemitismo fece arrabbiare i nazisti. A luglio Mussolini fu rovesciato e i nazisti occuparono l'Italia, dando inizio ai rastrellamenti. Nonostante migliaia di persone fossero state catturate, la stragrande maggioranza degli ebrei italiani si salvò. Come in altre nazioni, le reti cattoliche furono fortemente impegnate negli sforzi di salvataggio.
A Fiume, dopo la promulgazione delle leggi razziali contro gli ebrei nel 1938 e nel 1940, il capo dell'Ufficio stranieri Giovanni Palatucci falsificò i documenti e rilasciò i visti agli ebrei minacciati di deportazione. Riuscì a distruggere tutte le registrazioni documentate dei circa 5 000 rifugiati ebrei residenti a Fiume, sostituendo i documenti e fornendo loro i fondi necessari. Inviò i profughi in un grande campo di internamento protetto da suo zio, Giuseppe Maria Palatucci, vescovo cattolico di Campagna, in provincia di Salerno. Dopo la capitolazione dell'Italia del 1943 Fiume fu occupata dai nazisti. Palatucci rimase a capo dell'amministrazione di polizia senza poteri reali; continuò ad aiutare clandestinamente gli ebrei, mantenendo i contatti con la Resistenza, fino a quando le sue attività furono scoperte dalla Gestapo. Il console svizzero a Trieste gli offrì un lasciapassare per la Svizzera, ma Palatucci lo cedette alla sua giovane fidanzata ebrea. Fu arrestato il 13 settembre 1944 e condannato a morte, ma la sentenza fu successivamente commutata nella deportazione a Dachau, dove poi morì.
Giorgio Perlasca, che si finse console generale di Spagna sotto l'ambasciatore spagnolo a Budapest, riuscì a proteggere migliaia di ebrei e non ebrei destinati ai campi di concentramento.
Nell'ottobre 1943, quando le SS che occupavano Roma decisero di deportare 5 000 ebrei presenti in città, il clero aprì i santuari (come indicato da Papa Pio XII) a tutti i "non ariani" bisognosi di soccorso nel tentativo di prevenire la deportazione. "Il clero cattolico della città ha agito con alacrità", scrive Martin Gilbert. "Al convento dei Cappuccini in via Siciliano padre Benoit ha salvato un gran numero di ebrei fornendo loro documenti di identità falsi [...] entro la mattina del 16 ottobre un totale di 4.238 ebrei erano stati ospitati nei numerosi monasteri e conventi di Roma. Altri 477 ebrei trovarono riparo in Vaticano e nelle sue enclavi". Gilbert attribuisce al celere soccorso fornito dalla Chiesa il salvataggio di oltre quattro quinti degli ebrei romani.
Tra gli altri soccorritori cattolici, giusti in Italia, va citata Elisabeth Hesselblad. Fu beatificata insieme ad altre due donne britanniche, madre Riccarda Beauchamp Hambrough e suor Katherine Flanagan, per aver rianimato l'Ordine delle monache svedesi di Santa Brigida e aver nascosto decine di famiglie ebree nel loro convento.
Le chiese, i monasteri ed i conventi di Assisi formarono la cosiddetta Rete di Assisi che diventò un rifugio sicuro per gli ebrei. Gilbert attribuisce alla rete istituita dal vescovo Giuseppe Placido Nicolini e dall'abate Rufino Niccacci del convento francescano il salvataggio di 300 persone. Altri chierici italiani onorati da Yad Vashem sono: il professore di teologia don Giuseppe Girotti del Seminario domenicano di Torino, che salvò molti ebrei prima di essere arrestato e mandato a Dachau, dove morì nel 1945; don Arrigo Beccari che protesse circa 100 bambini ebrei nel suo seminario e presso i contadini di Nonantola in provincia di Modena; don Gaetano Tantalo, parroco che accolse una numerosa famiglia ebrea.
Un'altra importante iniziativa nacque dallo scautismo cattolico. Sciolto dal fascismo negli anni '20, aveva continuato l'esistenza in clandestinità, e fra i gruppi scout clandestini il più importante fu quello delle Aquile Randagie, da cui nel 1943 nacque l'O.S.C.A.R. (Organizzazione Scout Collocamento Assistenza Ricercati). Questa organizzazione realizzò oltre 2000 espatri clandestini, di cui circa 500 ebrei.
Il 19 luglio 1944 la Gestapo radunò i quasi 2 000 abitanti ebrei dell'isola di Rodi, governata dall'Italia dal 1912. Dei circa 2 000 ebrei isolani deportati ad Auschwitz e altrove solo in 104 sopravvissero. Dei 44 500 ebrei italiani circa 7 680 furono assassinati durante l'Olocausto nazista.

### Lituania

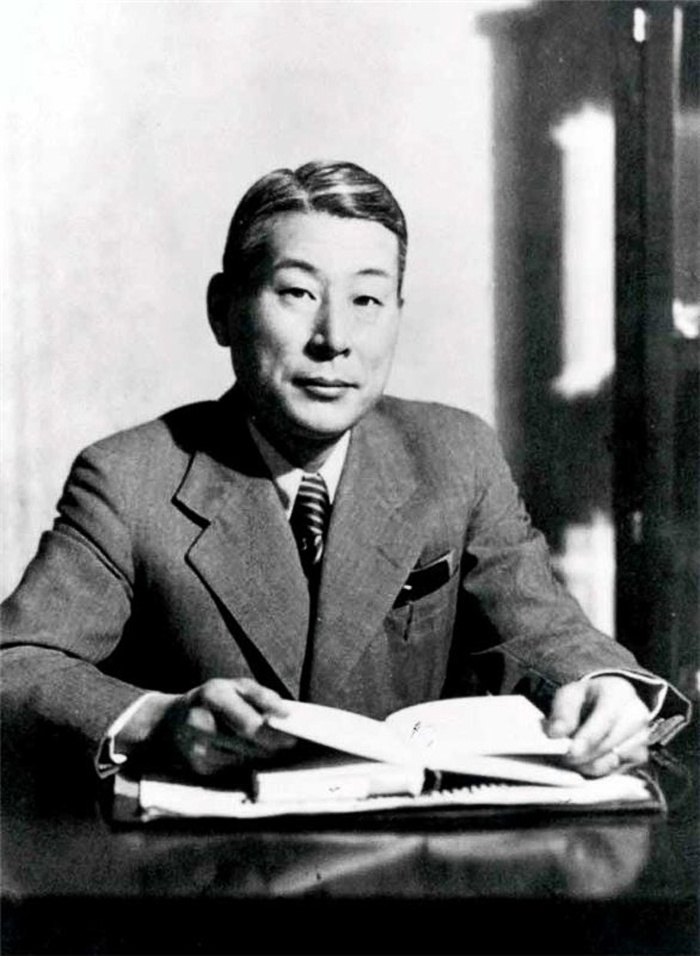
Chiune Sugihara

Secondo i dati disponibili presso Yad Vashem, al 1º gennaio 2022 sono stati identificati 924 soccorritori di ebrei in Lituania, mentre nel catalogo compilato dal Dipartimento per la commemorazione dei soccorritori degli ebrei del Museo ebraico statale di Gaon di Vilna ne figurano circa 2300, di cui 159 membri del clero.
In seguito all'occupazione della Polonia da parte della Germania nazista e dell'Unione Sovietica nel settembre 1939, la Repubblica di Lituania accettò e ospitò alcuni rifugiati polacchi ed ebrei nonché i soldati dell'esercito polacco sconfitto. In seguito, dopo l'occupazione della Lituania da parte dell'Unione Sovietica il 15 giugno 1940, una parte di questi rifugiati fu salvata dalle deportazioni, sia sovietiche che naziste, dal console generale giapponese Chiune Sugihara, dal direttore degli stabilimenti Philips in Lituania e dal console part-time dei Paesi Bassi Jan Zwartendijk.
Chiune Sempo Sugihara, console generale a Kaunas nel 1939-1940, rilasciò migliaia di visti agli ebrei in fuga proprio da Kaunas dopo l'occupazione della Lituania da parte dell'URSS, contravvenendo agli ordini espliciti del ministero degli Esteri giapponese. Ultimo diplomatico straniero a lasciare la città, Sugihara continuò a timbrare i visti dal finestrino aperto del treno in partenza. Dopo la guerra fu licenziato con la scusa del ridimensionamento. Nel 1985 la moglie e il figlio ricevettero a Gerusalemme l'onorificenza del Giusto tra le nazioni a nome del malato Sugihara, morto nel 1986.
Così come in altri paesi, i soccorritori lituani provenivano da diversi strati della società. Le figure più iconiche sono la bibliotecaria Ona Šimaitė, il dottor Petras Baublys, lo scrittore Kazys Binkys e sua moglie giornalista Sofija Binkienė, il musicista Vladas Varčikas, la scrittrice e traduttrice Danutė Zubovienė (Čiurlionytė) e suo marito Vladimiras Zubovas, la dottoressa Elena Kutorgienė, il dottor Vladas Drupas Pranas Mažylis, il sacerdote cattolico Juozapas Stakauskas, l'insegnante Vladas Žemaitis, la suora cattolica Maria Mikulska ed altri. Nel villaggio di Šarnelė, distretto di Plungė, la famiglia Straupiai (Jonas e Bronislava Straupiai) insieme ai loro vicini Adolfina e Juozas Karpauskai salvarono 26 persone (9 famiglie).
Il presidente della Lituania onora i soccorritori ebrei ogni anno in occasione della Giornata nazionale della memoria per il genocidio degli ebrei lituani, che viene celebrato il 23 settembre per commemorare l'eliminazione del ghetto di Vilnius nel 1943.

### Paesi Bassi
Rispetto alla popolazione di 9 milioni di persone registrata nel 1940, i 5.516 ebrei salvati nei Paesi Bassi rappresentano il maggior numero pro capite; 1 olandese su 1 700 è stato insignito della medaglia del Giusto tra le nazioni. Tra i numerosi soccorritori troviamo:
- Willem Arondéus, artista e combattente della Resistenza, che contribuì a falsificare documenti che consentivano alle famiglie ebree di fuggire dal paese;
- Gertruida Wijsmuller-Meijer che organizzò l'evacuazione di circa 10 000 bambini ebrei provenienti dalla Germania e dall'Austria poco prima dello scoppio della guerra (Kindertransport); l'ultima nave da trasporto partì dai Paesi Bassi per il Regno Unito nel maggio 1940;
- Jan Zwartendijk che in qualità di rappresentante consolare olandese a Kaunas (Lituania) rilasciò i visti di uscita a 6 000-10 000 rifugiati ebrei;
- coloro che nascosero e aiutarono Anna Frank e la sua famiglia, come Miep Gies;
- Caecilia Loots, insegnante e membro della resistenza antifascista, che salvò diversi bambini ebrei durante la guerra[97];
- Marion van Binsbergen che contribuì a salvare circa 150 ebrei olandesi, la maggior parte dei quali bambini, durante l'occupazione tedesca[98][99];
- Tina Strobos che salvò oltre 100 ebrei nascondendoli in casa sua e fornendo loro documenti falsi per fuggire dal paese[100];
- Jan van Hulst (18 dicembre 1903 - 1 agosto 1975), determinante nell'impedire la deportazione e l'uccisione degli ebrei durante l'Olocausto;
- Trijntje van Heerde che nascose per cinque mesi due ragazze ebree in casa;
- i partecipanti al cosiddetto "sciopero del porto di Amsterdam", meglio noto come sciopero di febbraio: da 300 000 a 500 000 persone che il 25 e 26 febbraio 1941 presero parte al primo sciopero contro la persecuzione degli ebrei nell'Europa occupata dai nazisti;
- Il villaggio di Nieuwlande (117 abitanti) che istituì una quota a carico di ogni residente per il salvataggio degli ebrei.

### Polonia

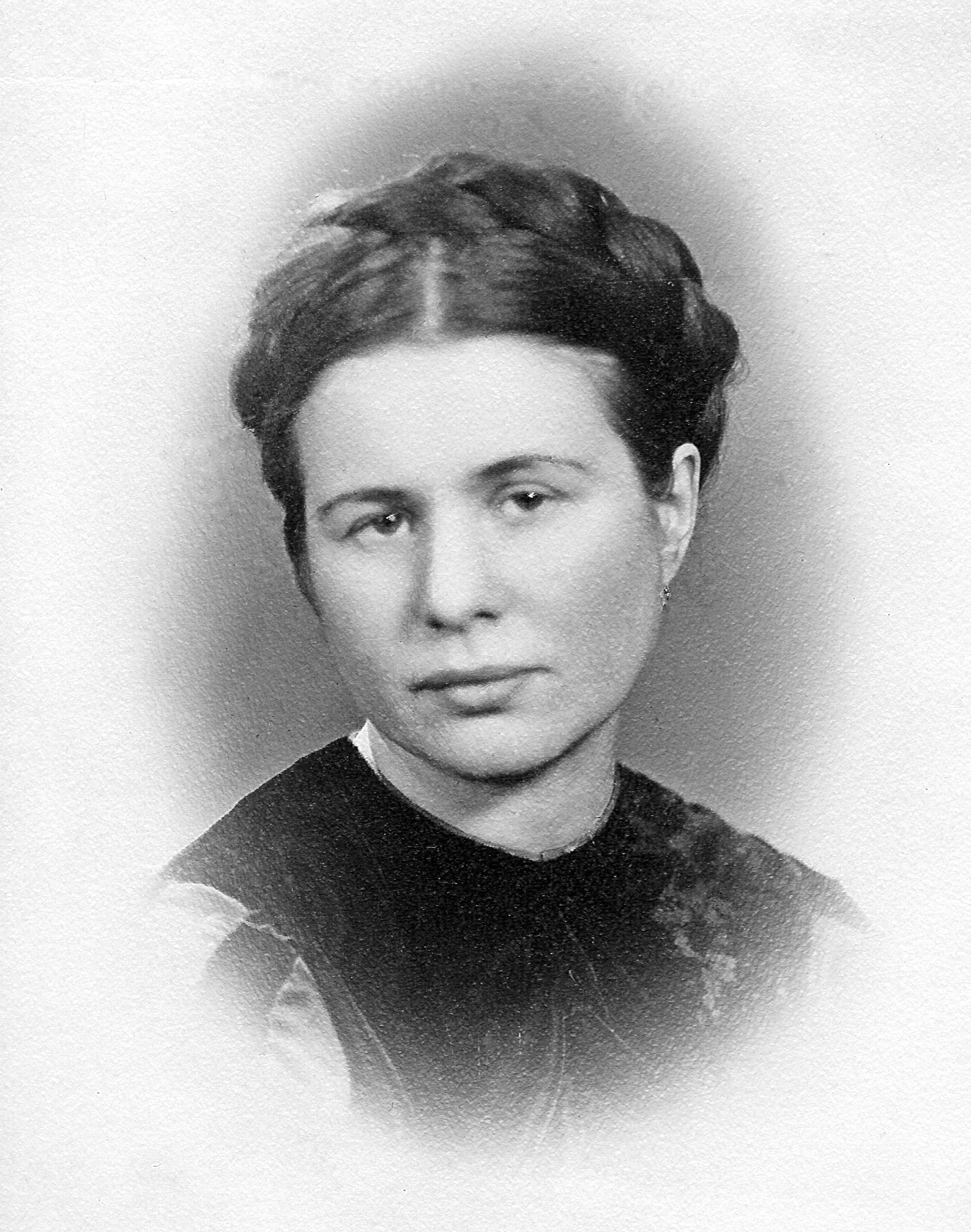
Irena Sendler

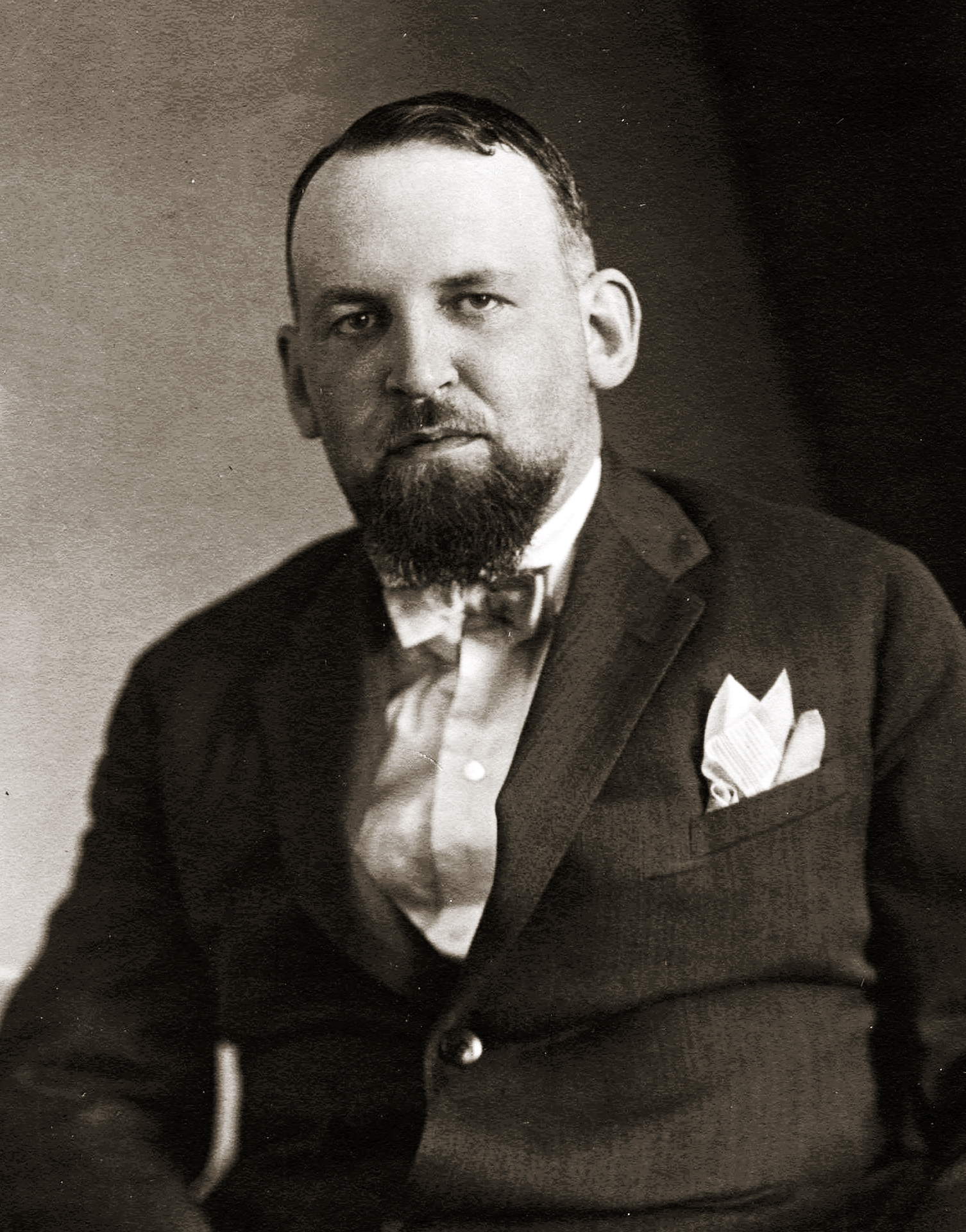
Aleksander Ładoś

La Polonia aveva una popolazione ebraica molto numerosa. Secondo Norman Davies, furono uccisi e salvati più ebrei in Polonia che in qualsiasi altra nazione: il numero dei salvati si attesta tra i 100 000 e i 150 000. Il memoriale nel campo di sterminio di Bełżec commemora 600 000 ebrei assassinati e 1.500 polacchi che cercarono di soccorrerli. Migliaia di polacchi sono stati onorati da Yad Vashem. Secondo Martin, "i polacchi che rischiarono la propria vita per salvare gli ebrei erano davvero l'eccezione. Ma potevano essere trovati in tutta la Polonia, in ogni città e villaggio."
Fino alla fine della dominazione comunista gran parte della storia dell'Olocausto nella Polonia occupata dai tedeschi era nascosta dietro la cortina di ferro. Nel periodo dell'Olocausto la Polonia era sotto il controllo totale del nemico: inizialmente metà del paese era occupata dai tedeschi, divisa tra Governatorato Generale e Reichskomissariat; l'altra metà era occupata dai sovietici, insieme ai territori delle odierne Bielorussia e Ucraina. Durante l'occupazione nazista la Polonia era l'unico paese in cui qualsiasi aiuto fornito a una persona di fede o di origine ebraica era punibile con la morte. Eppure 6.532 uomini e donne, più che in qualsiasi altro paese al mondo, sono riconosciuti come soccorritori da Yad Vashem.
L'elenco dei cittadini polacchi ufficialmente insigniti come Giusti include 700 nomi di coloro che persero la vita mentre cercavano di aiutare i loro vicini ebrei. Ci furono anche gruppi, come l'organizzazione Żegota, che intrapresero misure drastiche e azioni pericolose per salvare le vittime. Witold Pilecki, membro dell'Armia Krajowa (l'esercito nazionale polacco), organizzò un movimento di resistenza ad Auschwitz nel 1940. Jan Karski cercò di diffondere i fatti dell'Olocausto.
Quando l'intelligence dell'esercito polacco scoprì la vera destinazione dei convogli che lasciavano il ghetto ebraico, alla fine del 1942 fu istituito il Consiglio di assistenza agli ebrei, Rada Pomocy Żydom (nome in codice Żegota), in collaborazione con alcuni gruppi ecclesiastici. L'organizzazione mise in salvo migliaia di persone. L'accento fu posto sulla protezione dei bambini, poiché era quasi impossibile intervenire direttamente contro i trasporti ben sorvegliati. Furono preparati documenti falsi e i bambini furono distribuiti tra case sicure e reti di chiese. Il movimento fu fondato da due donne: la scrittrice e attivista cattolica Zofia Kossak-Szczucka e la socialista Wanda Filipowicz. Alcuni dei membri erano stati coinvolti in movimenti nazionalisti polacchi, di per sé antiebraici, ma rimasero inorriditi dalla barbarie delle uccisioni di massa naziste. Prima dell'istituzione del consiglio, in un'emozionata protesta Kossak scrisse che gli omicidi razziali di Hitler erano un crimine sul quale non era possibile tacere. Mentre i cattolici polacchi potevano ancora pensare che gli ebrei fossero "nemici della Polonia", Kossak riteneva necessaria la protesta: "Dio richiede questa protesta da parte nostra [...] è richiesta da una coscienza cattolica [...] Il sangue degli innocenti chiede vendetta ai cieli."
Nell'ambito del processo Zegota del 1948-1949 il regime sostenuto da Stalin, stabilito in Polonia dopo la guerra, processò e imprigionò segretamente i principali sopravvissuti di Zegota come parte di una campagna di eliminazione e diffamazione degli eroi della Resistenza che avrebbero potuto minacciare il nuovo regime.
Gli ebrei polacchi furono aiutati anche da diplomatici fuori dalla Polonia. Ładoś fu un gruppo di diplomatici polacchi e attivisti ebrei che crearono in Svizzera un sistema di contraffazione di passaporti latinoamericani volto a salvare gli ebrei europei dall'Olocausto. Circa 10 000 ebrei ricevettero questi passaporti, e oltre 3 000 di loro scamparono alla morte. Gli sforzi del gruppo sono documentati dall'Archivio Eiss. Henryk Sławik in Ungheria aiutò a salvare oltre 30 000 rifugiati polacchi, inclusi 5 000 ebrei, dando loro falsi passaporti polacchi in cui venivano dichiarati cattolici. Diede il suo contributo anche Tadeusz Romer in Giappone.

### Portogallo
Gli storici stimano che attraverso il Portogallo durante la seconda guerra mondiale scapparono fino a un milione di rifugiati, un numero impressionante considerando che la popolazione del paese in quel momento era di circa 6 milioni.
Il Portogallo rimase neutrale rispetto agli obiettivi generali dell'Alleanza anglo-portoghese, e questa politica accorta in condizioni precarie gli consentì di contribuire al salvataggio di un gran numero di perseguitati. Il primo ministro portoghese António de Oliveira Salazar permise a tutte le organizzazioni ebraiche internazionali di stabilirsi a Lisbona. Nel 1944 in Ungheria, coordinandosi con Salazar, i diplomatici Carlos Sampaio Garrido e Carlos de Liz Teixeira Branquinho a rischio della propria vita aiutarono molti ebrei a sfuggire ai nazisti e ai loro alleati ungheresi.
Nel giugno 1940, quando la Germania invase la Francia, il console portoghese a Bordeaux Aristides de Sousa Mendes rilasciò i visti alla popolazione in preda al panico senza distinzione e senza chiedere preventivamente le dovute autorizzazioni di Lisbona. Il 20 giugno l'ambasciata britannica a Lisbona lo accusò di addebiti impropri per il rilascio dei visti, e Sousa Mendes fu richiamato a Lisbona. Non si riesce a determinare il numero di visti da lui rilasciati; uno studio del 1999 dello storico dello Yad Vashem Avraham Milgram afferma che c'è una grande differenza tra la realtà e il mito dei numeri generalmente citati.
Altri portoghesi che meritano un riconoscimento per aver salvato gli ebrei durante la guerra sono il professor Francisco Paula Leite Pinto e Moisés Bensabat Amzalak. Ebreo devoto e sostenitore di Salazar, Amzalak guidò la comunità ebraica di Lisbona per più di cinquant'anni (dal 1926 al 1978). Leite Pinto, direttore generale delle ferrovie portoghesi, insieme ad Amzalak organizzò diversi treni che trasportavano profughi da Berlino e da altre città.

### Serbia
Dopo l'invasione della Jugoslavia la Serbia fu occupata dalla Germania; alcune regioni furono occupate da Italia, Ungheria, Bulgaria e Albania. Fu istituito uno stato fantoccio, lo Stato indipendente di Croazia. Dopo una campagna di bombardamenti sulle principali città serbe si istaurò un regime fantoccio tedesco guidato da Milan Nedić che, insieme all'esercito tedesco e alle forze di occupazione, perseguitò gli ebrei nella regione serba, nella Voivodina occupata dagli ungheresi e nel territorio controllato dagli ustascia croati.
Gli ebrei serbi non deportati nei campi di concentramento in Germania venivano uccisi nei campi di concentramento nazisti in Serbia (Banjica e Crveni Krst) o trasportati nel campo di concentramento controllato dagli ustascia di Jasenovac e lì assassinati. Gli ebrei che vivevano nelle regioni occupate dall'Ungheria subirono esecuzioni di massa, la più nota delle quali fu il massacro di Novi Sad nel 1942.
Alcuni civili serbi furono coinvolti nel salvataggio di migliaia di ebrei jugoslavi durante il periodo di occupazione. Miriam Steiner-Aviezer, ricercatrice sugli ebrei jugoslavi e membro del comitato di Yad Vashem, afferma: "I serbi hanno salvato molti ebrei. Contrariamente alla loro immagine attuale nel mondo, i serbi sono un popolo amichevole e leale che non abbandona i loro vicini."
Nel 2017 Yad Vashem riconosce 135 serbi come Giusti tra le nazioni, il numero più alto tra i paesi balcanici.

### Spagna
Nella Spagna di Franco diversi diplomatici contribuirono attivamente a salvare gli ebrei durante l'Olocausto.
I due più importanti furono Ángel Sanz Briz ("l'Angelo di Budapest"), che salvò circa cinquemila ebrei ungheresi fornendo loro passaporti spagnoli, ed Eduardo Propper de Callejón, che aiutò migliaia di ebrei a fuggire dalla Francia in Spagna. Ebbero un ruolo rilevante Bernardo Rolland de Miota (console di Spagna a Parigi), José Rojas Moreno (ambasciatore a Bucarest), Miguel Ángel de Muguiro (diplomatico presso l'ambasciata a Budapest), Sebastián Romero Radigales (console ad Atene), Julio Palencia Tubau (diplomatico presso l'Ambasciata a Sofia), Juan Schwartz Díaz-Flores (console a Vienna) e José Ruiz Santaella (diplomatico presso l'ambasciata di Berlino).

## Leader e diplomatici

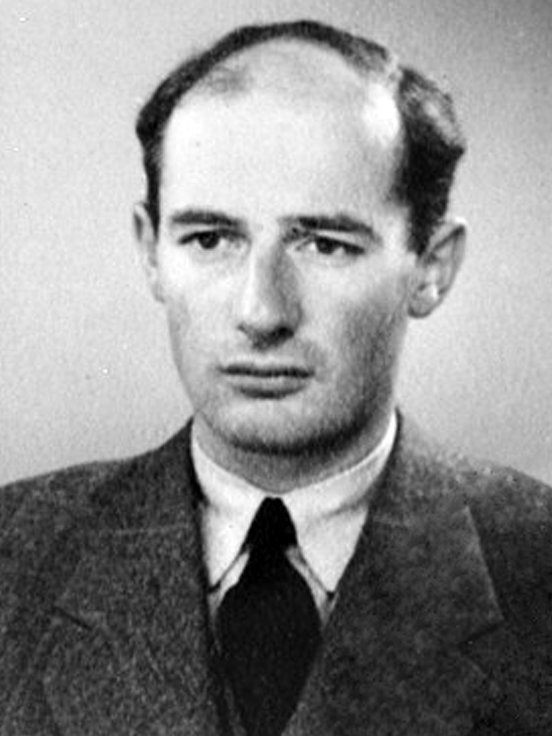
Raoul Wallenberg

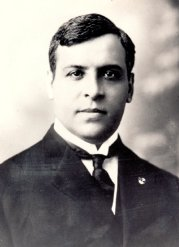
Aristides de Sousa Mendes

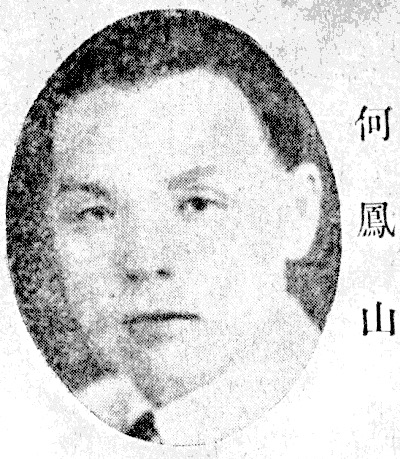
Ho Feng-Shan

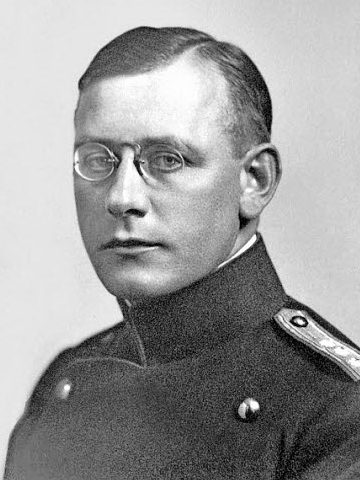
Paul Grüninger

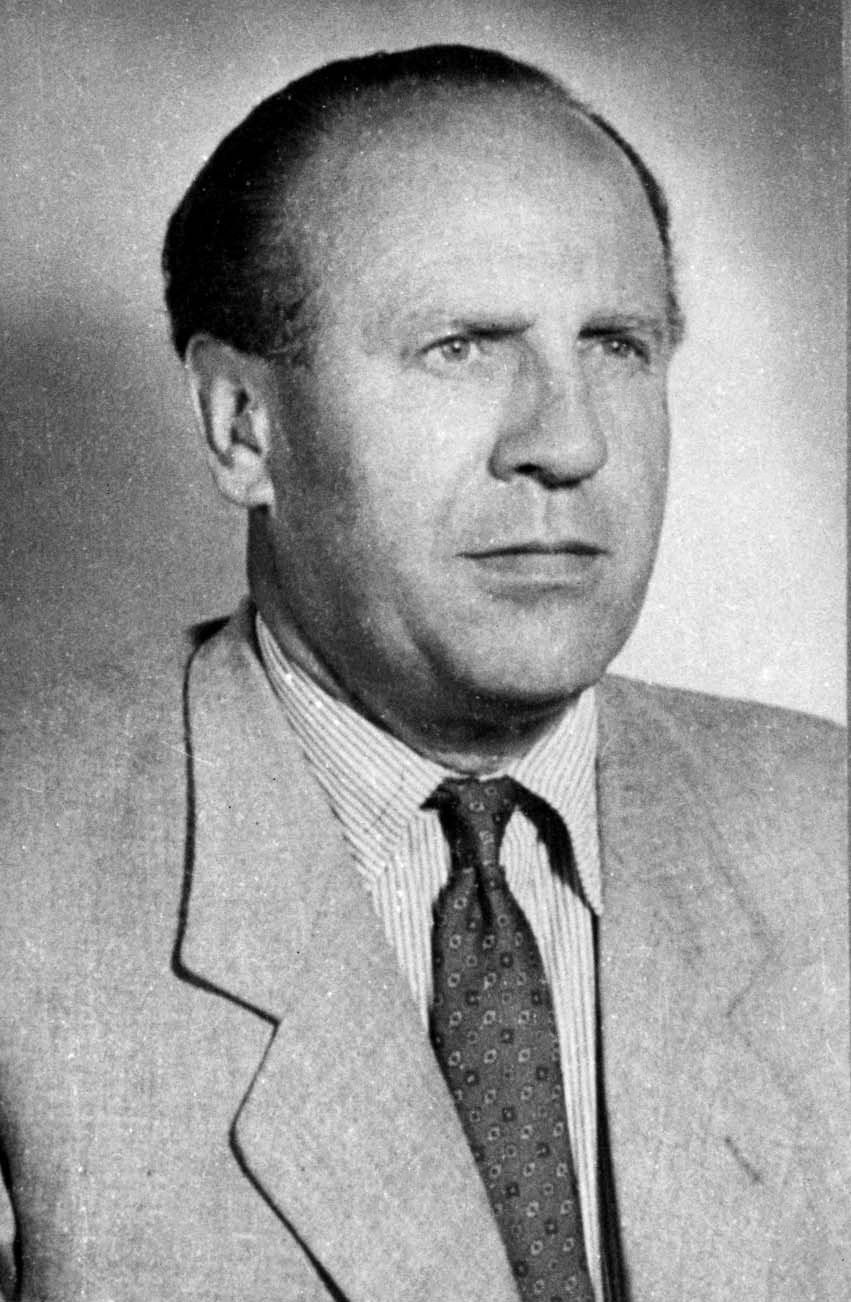
Oskar Schindler

Giorgio Perlasca

- Per Anger - diplomatico svedese a Budapest; ebbe l'idea di rilasciare passaporti provvisori agli ebrei ungheresi per proteggerli dall'arresto e dalla deportazione nei campi. Collaborò con Raoul Wallenberg per salvare migliaia di ebrei.
- Władysław Bartoszewski - attivista polacco del gruppo Żegota.
- Boris III di Bulgaria - re di Bulgaria dal 1918 al 1943. Resistì alle richieste di Hitler di deportare gli ebrei, risparmiando 50 000 persone. Morì nel 1943 dopo l'incontro con Hitler.
- Gilberto Bosques Saldívar - console generale del Messico a Marsiglia. Per due anni rilasciò visti per il Messico a circa 40 000 ebrei, spagnoli e rifugiati politici, consentendo loro di fuggire in Messico e in altri paesi. Fu imprigionato dai nazisti nel 1943 e rilasciato da poter tornare in Messico nel 1944.[124]
- Il conte Folke Bernadotte di Wisborg - diplomatico svedese che negoziò il rilascio di 27 000 persone (un numero significativo delle quali erano ebrei) e il loro trasferimento negli ospedali scandinavi.
- Jacob (Jack) Benardout - diplomatico britannico nella Repubblica Dominicana prima e durante la seconda guerra mondiale. Rilasciò numerosi visti per la Repubblica Dominicana agli ebrei tedeschi. Vi arrivarono solo 16 famiglie ebree dando così vita alla comunità ebraica della Repubblica Dominicana[125].
- Hiram Bingham IV - vice console americano a Marsiglia, 1940-1941.
- José Castellanos Contreras - colonnello e diplomatico dell'esercito salvadoregno. Mentre lavorava come console generale a Ginevra dal 1942 al 1945, in collaborazione con George Mantello contribuì a salvare almeno 13 000 ebrei dell'Europa centrale dalla persecuzione nazista fornendo loro falsi documenti salvadoregni.
- Il duca Roberto de Castro Brandão - diplomatico e nobile brasiliano. Rilasciò visti e passaporti diplomatici agli ebrei a Marsiglia, in Francia. Successivamente fu deportato, insieme a sua figlia Maria-Theresa, marchesa Siciliano di Rende e successivamente Lady Pretyman, e suo figlio, ambasciatore brasiliano, duca Guy Marie de Castro Brandão, come prigioniero diplomatico nel Rheinhotel Dreesen a Bad Godesberg, dove Hitler andava regolarmente. Vi rimase fino alla fine della guerra e fu scambiato con alcuni soldati tedeschi imprigionati dagli alleati.
- Luis Martins de Souza Dantas - responsabile brasiliano della missione diplomatica brasiliana in Francia. Concesse visti brasiliani a diversi ebrei ed altre minoranze perseguitate dai nazisti. Fu proclamato Giusto tra le Nazioni nel 2003.[126]
- Aristides de Sousa Mendes - diplomatico portoghese a Bordeaux, firmò circa 30 000 visti per aiutare gli ebrei e le minoranze perseguitate.
- Georg Ferdinand Duckwitz - addetto diplomatico tedesco in Danimarca. Allertò il politico danese Hans Hedtoft sull'imminente piano tedesco di deportazione, consentendo così il salvataggio degli ebrei danesi.
- Harald Edelstam - diplomatico svedese in Norvegia che contribuì a proteggere e contrabbandare centinaia di ebrei e combattenti della Resistenza norvegese in Svezia.
- Ho Feng Shan - console cinese a Vienna, rilasciò gratuitamente visti agli ebrei.
- Gisi Fleischmann - guidò il gruppo di lavoro di Bratislava, uno dei più importanti gruppi di soccorso, in collaborazione con il rabbino Chaim Michael Dov Weissmandl. Insieme all'inizio del 1942 condussero con successo i negoziati con i nazisti per fermare i trasporti dalla Slovacchia. Pochi mesi dopo, tramite il piano Europa, cercarono di fermare le deportazioni da altre regioni d'Europa. Chiesero il bombardamento delle linee ferroviarie di Auschwitz e scrissero e distribuirono il Rapporto di Auschwitz nel 1944.
- Frank Foley - agente britannico dell'MI6 che lavorava sotto copertura come funzionario del controllo passaporti a Berlino. Salvò circa 10 000 persone emettendo passaporti falsi per la Gran Bretagna e per il Mandato britannico della Palestina.
- Raymond Geist - console generale all'ambasciata americana a Berlino. Tra il 1929 e il 1939 intervenne personalmente con i funzionari nazisti per salvare ebrei tedeschi e oppositori del regime minacciati di essere imprigionati nei campi di concentramento; rilasciò più di 50 000 visti per salvarli. Secondo la serie TV Genius, fu lui a concedere i visti ad Albert Einstein e famiglia nonostante l'ordine del direttore dell'FBI J. Edgar Hoover di non dare visti ad Einstein senza che firmasse una dichiarazione di non appartenenza al Partito Comunista. Fu insignito dell'Ordine al merito dalla Repubblica Federale Tedesca nel 1954[127].
- Albert Göring - uomo d'affari tedesco, fratello minore del leader nazista Hermann Göring. Aiutò gli ebrei e i dissidenti a sopravvivere in Germania.
- Paul Grüninger - comandante svizzero della polizia del cantone di San Gallo. Dalla fine del 1938 all'autunno 1939 fornì documenti a oltre 3 000 rifugiati in modo che potessero fuggire dall'Austria seguendo l'Anschluss[128][129].
- Kiichiro Higuchi - tenente generale giapponese che salvò 20 000 rifugiati ebrei.[130]
- Wilm Hosenfeld - ufficiale tedesco che aiutò, tra gli altri, il pianista Wladyslaw Szpilman, un ebreo polacco.
- Enver Hoxha - guidò la resistenza contro i tedeschi e gli italiani in Albania. Non permise che i tedeschi o i collaborazionisti deportassero un solo ebreo, e l'Albania fu l'unico paese in Europa a vedere la popolazione ebraica aumentata dopo la guerra.
- Seishiro Itagaki - ministro giapponese; propose e adottò una politica nazionale volta ad accogliere i rifugiati ebrei.[131]
- Lyndon B. Johnson - futuro presidente degli Stati Uniti. Come membro della Camera dei rappresentanti nel 1938, aiutò il direttore d'orchestra austriaco Erich Leinsdorf a ottenere la residenza permanente negli Stati Uniti. In seguito aiutò gli ebrei ad entrare negli Stati Uniti attraverso l'America Latina e a trovare lavoro nell'ambito dei progetti della National Youth Administration in Texas.[132][133]
- Il principe Constantin Karadja - diplomatico romeno. Salvò oltre 51 000 ebrei dalla deportazione e dallo sterminio, come confermato da Yad Vashem nel 2005.[134]
- Jan Karski - emissario polacco di Armia Krajowa presso gli Alleati occidentali e testimone oculare dell'Olocausto.
- Necdet Kent - console generale turco a Marsiglia, concesse la cittadinanza turca a centinaia di ebrei. Salì su un treno diretto ad Auschwitz con un enorme rischio personale per salvare dalla deportazione 70 ebrei, ai quali aveva concesso la cittadinanza turca.
- Fumimaro Konoe - primo ministro giapponese; promosse a livello nazionale la politica di accoglienza dei rifugiati ebrei.[131]
- Hillel Kook (alias Peter Bergson) - organizzò un gruppo di soccorso con sede negli Stati Uniti, ottenendo un notevole sostegno del Congresso e del Senato statunitensi. L'attivismo del gruppo fu il fattore principale che costrinse il presidente Roosevelt a istituire il War Refugee Board nel gennaio 1944. Una delle azioni importanti del WRB fu l'avvio e la sponsorizzazione della missione Wallenberg a Budapest.
- Zofia Kossak-Szczucka - fondatrice di Zegota, Polonia
- Carl Lutz - console svizzero a Budapest. Protesse decine di migliaia di ebrei in Ungheria.
- George Mantello (nato Mandl Gyorgy) - console onorario di El Salvador per l'Ungheria, la Romania e la Cecoslovacchia. Fornì documenti salvadoregni a migliaia di ebrei. Guidò una protesta senza precedenti insieme ad una campagna stampa e portò Roosevelt, Churchill e altri leader mondiali a minacciare il sovrano ungherese, il reggente Miklos Horthy, di una punizione postbellica se i trasporti non si fossero fermati. Ciò pose fine alla deportazione degli ebrei dall'Ungheria verso Auschwitz.[135][136]
- Paul V. McNutt - Alto Commissario degli Stati Uniti per le Filippine, 1937-1939, facilitò l'ingresso di rifugiati ebrei nelle Filippine.[137]
- Helmuth James Graf von Moltke - consigliere del Terzo Reich per il diritto internazionale; attivo nel gruppo di resistenza del Kreisau Circle, inviò ebrei in paesi rifugio.
- Delia Murphy - moglie di Thomas J. Kiernan, ministro irlandese a Roma dal 1941 al 1946. Lavorò con Hugh O'Flaherty, facendo parte della rete che salvò le vite di prigionieri di guerra ed ebrei caduti nelle mani della Gestapo.[138]
- Jean-Marie Musy verso la fine della guerra negoziò con Himmler per conto di Recha Sternbuch per salvare un gran numero di ebrei nei campi di concentramento.
- Giovanni Palatucci - funzionario di polizia italiano, salvò diverse migliaia di vite.
- Giorgio Perlasca - italiano. Quando Ángel Sanz Briz ricevette l'ordine di lasciare l'Ungheria, si finse il suo sostituto e salvò migliaia di ebrei.
- Dimităr Pešev - vicepresidente dell'Assemblea nazionale bulgara e ministro della giustizia nel 1935-1936. Si ribellò al governo filo-nazista e impedì la deportazione dei 48 000 ebrei bulgari.
- Frits Philips - industriale olandese che salvò 382 ebrei insistendo con i nazisti sul fatto che erano impiegati indispensabili della Philips.
- Witold Pilecki - l'unica persona che si offrì volontaria per essere imprigionata ad Auschwitz. Organizzò una resistenza all'interno del campo e come membro di Armia Krajowa inviò i primi rapporti sulle atrocità al governo polacco in esilio, da cui furono trasmessi al resto degli alleati occidentali.
- Karl Plagge - maggiore della Wehrmacht Heer, rilasciò permessi di lavoro per salvare quasi 1 000 ebrei[139]
- Traian Popovici - sindaco rumeno di Cernăuţi (Chernivtsi), salvò 20 000 ebrei della Bucovina.
- Eduardo Propper de Callejón - primo segretario dell'ambasciata spagnola a Parigi. Timbrò e firmò i passaporti quasi ininterrottamente per quattro giorni nel 1940 per far fuggire gli ebrei in Spagna e Portogallo.
- Manuel L. Quezon - presidente del Commonwealth delle Filippine, 1935-1941, aiutò a reinsediare i rifugiati ebrei sull'isola di Mindanao.[137]
- Florencio Rivas - console generale dell'Uruguay in Germania, avrebbe nascosto centocinquanta ebrei durante la Kristallnacht e successivamente fornito loro passaporti.[140]
- Ángel Sanz Briz - console spagnolo in Ungheria. Insieme a Giorgio Perlasca salvò più di 5 000 ebrei a Budapest rilasciando loro passaporti spagnoli.
- Abdol Hossein Sardari - responsabile degli affari consolari presso l'ambasciata iraniana a Parigi. Salvò molti ebrei iraniani e diede 500 passaporti iraniani in bianco a un suo conoscente affinché li usassero in Francia gli ebrei non iraniani.[141]
- Oskar Schindler - uomo d'affari tedesco i cui sforzi per salvare i suoi 1.200 lavoratori ebrei sono raccontati nel libro Schindler's Ark e nel film Schindler's List.
- Eduard Schulte - industriale tedesco, il primo a informare gli alleati sullo sterminio di massa degli ebrei.
- Irena Sendler - capo polacco del dipartimento bambini di Zegota che salvò 2.500 bambini ebrei.
- Mehmet Shehu - combattente della Resistenza in Albania. Permise l'entrata degli ebrei nel paese e si rifiutò di consegnarli ai tedeschi durante l'occupazione.
- Henryk Slawik - diplomatico polacco, salvò da 5 000 a 10 000 persone a Budapest.
- Leopold Socha - ispettore polacco delle acque reflue nella città di Lwów (ora Lviv, Ucraina). Durante l'Olocausto usò la sua conoscenza del sistema fognario della città per proteggere un gruppo di ebrei dai nazisti tedeschi e dai loro sostenitori di diverse nazionalità. Nel 1978 fu riconosciuto dallo Stato di Israele come Giusto tra le nazioni.
- Recha Sternbuch salvò un gran numero di ebrei con l'aiuto del marito Yitzchak: li contrabbandò in Svizzera dall'Austria, distribuì documenti di protezione, con l'aiuto di Jean-Marie Musy negoziò con Himmler per salvare gli ebrei nei campi di concentramento mentre i tedeschi si stavano ritirando, salvò gli ebrei arrivati a Bergen-Belsen in treno dall'Ungheria.
- Chiune Sugihara - console giapponese in Lituania. 2.140 ebrei (per lo più polacchi) e un numero imprecisato di familiari furono salvati da passaporti, per lo più non autorizzati, forniti da lui nel 1940.
- Hideki Tōjō - generale e primo ministro del Giappone, accolse i rifugiati ebrei in Manciuria e respinse la protesta tedesca.[72]
- Rafael Leónidas Trujillo - il dittatore dominicano che promise di accogliere 100 000 rifugiati ebrei nella Repubblica Dominicana nel 1938, quando Franklin D. Roosevelt organizzò una conferenza internazionale a Evian per discutere della persecuzione degli ebrei. La Repubblica Dominicana fu l'unica nazione ad accettare immigrati ebrei dopo la conferenza[142]. La DORSA (Associazione per gli insediamenti della Repubblica Dominicana) fu costituita per insediare gli ebrei sulla costa settentrionale. Furono rilasciati 5 000 visti, ma solo 645 ebrei europei raggiunsero l'insediamento stabilito. Ai profughi furono assegnati terreni e bestiame e fu fondata la città di Sosúa[142]. Per ogni persona presa dal Trujillo la Jewish International di New York pagò 5000 dollari in oro[142]. Altri rifugiati si stabilirono nella capitale Santo Domingo[143][144].
- Selâhattin Ülkümen - diplomatico turco. Salvò 42 famiglie ebree turche (più di 200 componenti) in una comunità ebraica di circa 2000 persone dopo che i tedeschi occuparono l'isola di Rodi nel 1944.
- Raoul Wallenberg - diplomatico svedese, salvò dalla morte certa decine di migliaia di ebrei. Nel gennaio 1945 fu imprigionato nel quartier generale di Malinovsky a Debrecen e scomparve. Si ritiene che sia stato avvelenato a Lubyanka dal torturatore dell'NKVD Grigory Mairanovsky[145].
- Sir Nicholas Winton - agente di cambio britannico, organizzò il Czech Kindertransport che affidò a genitori adottivi in Inghilterra e Svezia 669 bambini, la maggior parte dei quali ebrei, provenienti dalla Cecoslovacchia e dall'Austria dopo la Notte dei cristalli. Fu nominato per il Premio Nobel per la Pace nel 2008.[146][147]
- Namik Kemal Yolga - viceconsole presso l'ambasciata turca a Parigi, salvò numerosi ebrei turchi dalla deportazione.
- Guelfo Zamboni - console generale a Salonicco, fornì documenti falsi per salvare la vita di oltre 300 ebrei lì residenti.

## Religiosi

### Cattolici
- Papa Pio XII. Predicava contro il razzismo in encicliche come Summi Pontificatus. Usò la Radio Vaticana per denunciare gli omicidi razzisti e l'antisemitismo[47]. Fece pressioni dirette sui funzionari dell'Asse per fermare le deportazioni ebraiche[58]. Aprì i santuari cattolici agli ebrei di Roma durante la retata nazista[48].
- Monsignor Hugh O'Flaherty CBE - prete cattolico irlandese che salvò più di 6.500 soldati ed ebrei alleati[148]; conosciuto come "La Primula Rossa del Vaticano". Descritto nel film The Scarlet and the Black.
- Filippo Bernardini, nunzio pontificio in Svizzera.[56]
- Giuseppe Burzio, incaricato degli affari vaticani in Slovacchia[56]. Protestò contro l'antisemitismo e il totalitarismo del regime di Tiso[57]. Avvisò Roma del peggioramento della situazione degli ebrei nello stato fantoccio nazista, dando impulso alle proteste vaticane a favore degli ebrei[149].
- Angelo Roncalli, nunzio in Turchia, salvò alcuni ebrei croati, bulgari e ungheresi aiutandoli a migrare in Palestina. Roncalli succedette a Pio XII come Papa Giovanni XXIII e disse sempre di aver agito per ordine di Pio XII nella sua attività di salvataggio degli ebrei[150].
- Andrea Cassulo, nunzio pontificio in Romania[151]. Si appellò direttamente al maresciallo Antonescu per limitare le deportazioni degli ebrei nei campi di concentramento nazisti pianificate per l'estate del 1942[152].
- Il cardinale Gerlier, in Francia, si rifiutò di consegnare i bambini ebrei accolti nelle case cattoliche. Nel settembre 1942 otto gesuiti furono arrestati per aver dato rifugio a centinaia di bambini nelle loro proprietà, e il segretario di Stato cardinale Maglione protestò presso l'ambasciatore di Vichy[153].
- Giuseppe Marcone, visitatore apostolico in Croazia, fece pressioni sul regime croato e salvò 1000 partner ebrei in matrimoni misti[154].
- L'arcivescovo Aloysius Stepinac di Zagabria condannò le atrocità croate contro serbi ed ebrei, e lui stesso salvò un gruppo di ebrei[154]. Dichiarò pubblicamente nella primavera del 1942: "Non si possono sterminare zingari ed ebrei solo perché si dice che appartengono a una razza inferiore"[55].
- Il vescovo Pavel Gojdič protestò contro la persecuzione degli ebrei slovacchi. Fu beatificato dalla Chiesa e riconosciuto come Giusto tra le nazioni[155].
- Angelo Rotta, nunzio pontificio in Ungheria. Protestò attivamente contro i maltrattamenti degli ebrei da parte dell'Ungheria e aiutò a convincere Papa Pio XII a fare pressioni sul leader ungherese, l'ammiraglio Horthy, per fermare la loro deportazione.[156] Emise passaporti protettivi e 15 000 salvacondotti. La nunziatura ospitò circa 3000 ebrei in case sicure[157]. Fu istituito un "Ghetto Internazionale", che comprendeva più di 40 case sicure contrassegnate dai simboli del Vaticano di altre nazioni, in cui trovarono rifugio 25 000 ebrei. Anche in altre parti della città le istituzioni cattoliche nascosero diverse migliaia di ebrei[157]
- L'Arcivescovo Johannes de Jong, poi Cardinale di Utrecht, redasse insieme a Tito Brandsma carmelitano († Dachau, 1942) una lettera in cui invitava tutti i cattolici ad assistere gli ebrei perseguitati e condannava apertamente la "deportazione dei nostri concittadini ebrei" dalla Germania nazista (da: Herderlijk Schrijven, letto da tutti i pulpiti domenica 26 gennaio 1942).
- Arcivescovo Jules-Géraud Saliège di Tolosa portò alcuni vescovi francesi, tra cui Monsignor Théas vescovo di Montauban, Monsignor Delay vescovo di Marsiglia, il cardinale Gerlier arcivescovo di Lione, Monsignor Vansteenberghe di Bayonne e Monsignor Moussaron arcivescovo di Albi, a denunciare rastrellamenti e maltrattamenti degli ebrei in Francia, stimolando una maggiore resistenza.[158]
- Padre Marie-Benoît, monaco cappuccino, salvò molti ebrei a Marsiglia e poi a Roma, dove divenne noto nella comunità ebraica come "padre degli ebrei"[86].
- Madre Matylda Getter delle suore Francescane della Famiglia di Maria mise al riparo bambini ebrei in fuga dal ghetto di Varsavia[159]. Il convento di Getter ne salvò più di 750[160].
- Alfred Delp S.J., un prete gesuita, aiutò gli ebrei a fuggire in Svizzera mentre era rettore della chiesa di St. Georg nella periferia di Monaco; fece parte anche del Kreisau Circle. Giustiziato il 2 febbraio 1945 a Berlino.
- Rufino Niccacci, frate e sacerdote francescano, ospitò i rifugiati ebrei ad Assisi da settembre 1943 fino a giugno 1944.
- Maximilian Kolbe, frate francescano conventuale polacco, fornì rifugio in convento a persone provenienti dalla Grande Polonia, compresi 2 000 ebrei. Attivo come radioamatore, nelle sue trasmissioni denunciava le nefandenze naziste.
- Bernhard Lichtenberg - prete cattolico tedesco nella cattedrale di Berlino. Mandato a Dachau perché pregava per gli ebrei durante la preghiera della sera.
- Sára Salkaházi - suora cattolica romana ungherese, diede rifugio a circa 100 ebrei a Budapest.
- suor Margit Slachta si recò a Roma per sollecitare l'azione papale contro le persecuzioni degli ebrei[161]. In Ungheria aveva protetto i perseguitati e protestato contro il lavoro forzato e l'antisemitismo[161]. Nel 1944 Pio XII fece appello al governo ungherese per fermare la deportazione. Sara Salkahazi, in seguito dichiarata beata, e altre suore, che salvarono migliaia di ebrei ungheresi, ricevettero riconoscimenti da Yad Vashem.

### Altri religiosi
- Damaskinos - arcivescovo di Atene durante l'occupazione tedesca, protestò formalmente contro la deportazione degli ebrei e ordinò con discrezione alle chiese sotto la sua giurisdizione di rilasciare falsi certificati di battesimo agli ebrei in fuga dai nazisti. Migliaia di ebrei di Atene e dintorni poterono così dichiararsi cristiani e salvarsi.
- L'arcivescovo Stefan I di Bulgaria - vescovo di Sofia ed esarca di Bulgaria, sostenne attivamente le pressioni di Dimitar Peshev sul governo per annullare la deportazione dei 48 000 ebrei bulgari.
- George Bell - vescovo di Chichester e amico di Dietrich Bonhoeffer. Nel 1936 ricevette la presidenza del comitato cristiano internazionale per i rifugiati tedeschi, e in quel ruolo sostenne in particolare gli ebrei cristiani, che a quel tempo non erano supportati da organizzazioni né ebraiche né cristiane. Fornì un alloggio temporaneo ai bambini ebrei esiliati nella sua residenza ufficiale.
- Dietrich Bonhoeffer - pastore luterano tedesco che si unì all'Abwehr (l'intelligence militare tedesca), all'interno della quale si era formato un centro di resistenza anti-hitler; fu coinvolto in operazioni volte ad aiutare gli ebrei tedeschi a fuggire in Svizzera. Arrestato dai nazisti, fu impiccato poco prima della fine della guerra, il 5 aprile 1945.
- Il metropolita Chrysostomos di Zante[162] - alle forze di occupazione che richiesero l'elenco degli ebrei dell'isola presentò un documento con solo due nomi: il suo e quello del sindaco. Così tutti i 275 ebrei di Zante furono salvati.
- Omeljan Kovč - sacerdote greco-cattolico ucraino deportato a Majdanek per aver aiutato migliaia di ebrei. Fu canonizzato da Papa Giovanni Paolo II
- Andrej Szeptycki - arcivescovo metropolita della Chiesa greco-cattolica ucraina, ospitò centinaia di ebrei nella sua residenza e nei monasteri greco-cattolici. Emise la lettera pastorale, "Non uccidere", per protestare contro le atrocità naziste.
- Il rabbino Solomon Schonfeld istituì un comitato di salvataggio con sede nel Regno Unito e salvò diverse migliaia di ebrei.
- André e Magda Trocmé - pastore riformato francese. Lui e sua moglie guidarono il movimento del villaggio di Le Chambon-sur-Lignon che salvò 3 000-5 000 ebrei.
- Marija Skobcova - suora ortodossa russa, gestiva un centro di accoglienza per alcolisti, tossicodipendenti e senzatetto; il rifugio era aperto anche ai profughi fuggiti dall'Unione Sovietica. Nei primi tre anni di guerra accolse anche diverse centinaia di ebrei che temevano la persecuzione. Morì nel campo di concentramento di Ravensbrück verso la fine della guerra, dopo quasi due anni di prigionia. Canonizzata dalla Chiesa ortodossa orientale come santa, è anche nominata Giusta tra le Nazioni da Yad Vashem.

### Quaccheri
La Società religiosa degli amici, nota come Quaccheri, dal 1933 svolse un ruolo importante nell'assistenza e nel salvataggio degli ebrei sia attraverso le proprie organizzazioni e rete di centri internazionale (Berlino, Parigi, Vienna), sia grazie all'impegno dei singoli membri. Nel 1947 al Friends Service Council e all'American Friends Service Committee fu assegnato il Premio Nobel per la pace.
- Bertha Bracey - come segretaria della Commissione di emergenza tedesca, istituita il 7 aprile 1933 in Gran Bretagna, sensibilizzò l'opinione pubblica sui pericoli della filosofia nazista. Insieme ai volontari gestì numerose richieste di assistenza ricevute da Germania, Austria e Cecoslovacchia e contribuì in modo sostanziale al Kindertransport che portò in Inghilterra 10 000 bambini.
- Elisabeth Abegg - Il 23 maggio 1967 Yad Vashem riconobbe questa quacchera tedesca come Giusta tra le nazioni. Aiutò molti ebrei offrendo loro alloggio nella sua casa o indirizzandoli a nascondigli altrove.
- Kees Boeke e sua moglie Beatrice (Betty) Boeke-Cadbury - Il 4 luglio 1991 Yad Vashem li riconobbe come Giusti tra le nazioni per aver nascosto bambini ebrei a Bilthoven.
- Laura van den Hoek Ostende - quacchera olandese, riconosciuta il 29 settembre 1994 da Yad Vashem come Giusta tra le nazioni per aver nascosto gli ebrei a Putten, Hilversum e Amsterdam.
- Mary Elmes - quacchera irlandese, riconosciuta Il 23 gennaio 2013 da Yad Vashem come Giusta tra le nazioni per aver salvato bambini ebrei in Francia.
- Auguste Fuchs-Bucholz e Fritz Fuchs - quaccheri tedeschi, riconosciuti da Yad Vashem come Giusti tra le nazioni l'11 agosto 2009.
- Carl Hermann ed Eva Hermann-Lueddecke - quaccheri tedeschi, riconosciuti da Yad Vashem come Giusti tra le nazioni il 19 gennaio 1976.
- Gilbert Lesage - quacchero francese, riconosciuto da Yad Vashem come Giusto tra le nazioni il 14 gennaio 1985.
- Gertrud Luckner - quacchera tedesca, riconosciuta da Yad Vashem come Giusta tra le nazioni il 15 febbraio 1966.
- Ernst Lusebrink e Elfriede Lusebrink-Bokenkruger - quaccheri tedeschi, riconosciuti da Yad Vashem come Giusti tra le nazioni l'11 agosto 2009.
- Geertruida Pel e sua figlia Trijntje Pfann - quacchere olandesi, riconosciute da Yad Vashem come Giuste tra le nazioni il 15 agosto 2012.
- Lili Pollatz-Engelsmann e Manfred Pollatz - quaccheri tedeschi, riconosciuti da Yad Vashem come Giusti tra le nazioni il 3 dicembre 2013 per aver nascosto bambini ebrei tedeschi e olandesi nella loro casa ad Haarlem, Paesi Bassi.[163].
- Ilse Schwersensky-Zimmermann e Gerhard Schwersensky - quaccheri tedeschi, riconosciuti da Yad Vashem come Giusti tra le nazioni il 2 maggio 1985 per aver nascosto gli ebrei a Berlino.

## Persone di spicco
- Adolfo Kaminsky, o Adolphe Kaminsky, specializzato in falsificazione di documenti che aiutava gli ebrei a fuggire dalla Germania nazista.
- Khaled Abdul-Wahab, amministratore di Mahdia, sotto occupazione tedesca; primo arabo nominato come Giusto tra le nazioni[164].
- Maria Leenderts e Petrus Johannes Jacobus Kleiss, commercianti olandesi. Nella loro "Selecta Schoenenwinkel" al numero 248 di Dierenselaan a L'Aia, con la collaborazione del personale della squadra di calcio "Quick Steps" (situata all'angolo tra Hardewijkstraat e Nijkerklaan a L'Aia) e il pastore della Sint Thersia Van Het Kind Jesus Kerk (di fronte al negozio di scarpe Selecta), ospitarono molte famiglie ebree durante la guerra.
- Gustav Schröder - capitano tedesco del transatlantico MS St. Louis, nel 1939 tentò di trovare asilo per oltre 900 passeggeri ebrei piuttosto che riportarli in Germania.
- Albert Battel - ufficiale tedesco della Wehrmacht.
- Albert Bedane - di Jersey, fornì rifugio a una donna ebrea, e poi ad altri ebrei ricercati dagli occupanti tedeschi nelle Isole del Canale.
- Victor Bodson - aiutò gli ebrei a fuggire dalla Germania attraverso un passaggio sotterraneo in Lussemburgo.
- Casper ten Boom, Corrie ten Boom, Betsie ten Boom salvarono molti ebrei nei Paesi Bassi ospitandoli in casa loro. Furono deportati nel campo di Ravensbrück.
- Stefania Podgorska Burzminski e sua sorella Helena Podgorska (16 e 7 anni) fecero uscire di nascosto e salvarono tredici ebrei dalla liquidazione dei ghetti.
- Il sergente maggiore Charles Coward, prigioniero di guerra inglese, contrabbandò oltre 400 ebrei dal campo di lavoro di Monowitz.
- Johannes Frömming, addestratore di cavalli e autista, impiegò tre cavalieri ebrei e li nascose nella sua fattoria fuori Berlino.
- Miep Gies, Jan Gies, Bep Voskuijl, Victor Kugler e Johannes Kleiman nascosero Anna Frank e altri ad Amsterdam per due anni.
- Alexandre Glasberg, sacerdote franco-ucraino, aiutò centinaia di ebrei francesi a sfuggire alla deportazione.
- Otto Hahn, professore di chimica a Berlino, aiutò gli scienziati ebrei a fuggire ed evitare la deportazione. Fu assistito dalla moglie Edith Hahn, che da anni raccoglieva cibo per gli ebrei che si nascondevano a Berlino.
- Friedrich Kellner, ispettore della giustizia, aiutò Julius e Lucie Abt e il loro figlio neonato, John Peter, a fuggire da Laubach.
- Stanislaw Kielar - due ragazze della famiglia Reisenbach Janis Lipke (Lettonia) nascosero circa 40 ebrei a Riga.
- Heralda Luxin, giovane donna che ospitò bambini ebrei nella sua cantina.
- Józef e Stefania Macugowscy nasero sei membri della famiglia Radza e molti altri a Nowy Korczyn, in Polonia.
- Shyqyri Myrto, soccorritore albanese di Jozef Jakoel e di sua sorella Keti.
- Dorothea Neff, attrice teatrale austriaca, nascose la sua amica ebrea Lilli Schiff.
- Algoth Niska, gentiluomo finlandese ladro e contrabbandiere di alcolici, contrabbandò gli ebrei attraverso il Baltico.
- Irene Gut Opdyke, polacca, nascose dodici ebrei nel seminterrato di un maggiore tedesco.
- Jaap Penraat - architetto olandese che falsificò carte d'identità per ebrei e aiutò molti a fuggire in Spagna.
- Max Schmeling, pugile tedesco, nascose due bambini ebrei nel suo appartamento di Berlino e disobbedì apertamente all'ordine di Hitler di licenziare il suo agente ebreo, Joe Jacobs.
- Irena Sendler, assistente sociale polacca che salvò circa 2500 bambini ebrei dal ghetto di Varsavia.
- Suzanne Spaak salvò bambini ebrei in Francia.
- Marie Taquet-Martens e il maggiore Emile Taquet nascosero tra settanta e ottanta bambini ebrei in una casa per bambini disabili che gestivano a Jamoigne-sur-Semois, in Belgio.
- Ilse (Davidsohn Intrator) Stanley, lei stessa un'ebrea tedesca che viveva in Germania fino al 1939, fece molti viaggi nei campi di concentramento tedeschi e si assicurò il rilascio di 412 persone. Dopo la Notte dei cristalli, quando non poteva più farli, continuò ad aiutare gli ebrei tedeschi a lasciare legalmente il paese, fino alla sua partenza nel 1939.
- Conrad Veidt, attore tedesco (per ironia della sorte, meglio conosciuto per aver interpretato l'antagonista nazista a Casablanca), portò di nascosto la famiglia della moglie ebrea fuori dalla Germania con la sua auto. Acquisì la cittadinanza britannica nel 1939 e usò i suoi soldi e la sua posizione per aiutare molti altri ebrei, liberali e perseguitati LGBT a fuggire dalla Germania. Prima della sua morte negli Stati Uniti nel 1943, aveva partecipato a vari fondi per aiutare le persone a fuggire dalla Germania.[165]
- Hetty Voûte, membro del Kindercomite di Utrechtse nei Paesi Bassi. La sua storia è raccontata nel libro The Heart Has Reason: Holocaust Rescuers and Their Stories of Courage[166] di Mark Klempner, Gabrielle Weidner e Johan Hendrik Weidner. Grazie ad una rete di fuga, furono salvati 800 ebrei.
- Bertha Marx ed Eugen Marx contribuirono a salvare gli ebrei attraverso le forze della Resistenza.
- Jan Martin Vochoč, prete della Chiesa vetero-cattolica, e Rudolf Štursa, avvocato, battezzarono su rischiesta gli ebrei di Praga e rilasciarono oltre 1.500 certificati di battesimo[167].
- Conte Kazamery Deak Lajos e Deak Elizabeth - salvarono e mandarono a New York sei persone (quattro bambini e i loro genitori) dopo 7 mesi di clandestinità nel seminterrato.
- Marie Schmolka - un'attivista e assistente sociale ebreo cecoslovacca che aiutò i rifugiati politici e gli ebrei (adulti e bambini) a fuggire dal protettorato di Boemia e Moravia prima della seconda guerra mondiale.
- Doreen Warriner - rappresentante del Comitato britannico per i rifugiati dalla Cecoslovacchia (BCRC) a Praga, socia di Marie Schmolka.
- Adelaide Hautval - nel campo di concentramento di Auschwitz era conosciuta come "la santa" per le cure mediche che forniva in segreto ai prigionieri ebrei.
- Tosia Altman - staffetta, contrabbandiera e volontaria nella Jewish Combat Organization (ŻOB)

## Località
- Cisie, Contea di Mińsk, Polonia
- Yaruga, Ucraina[168]

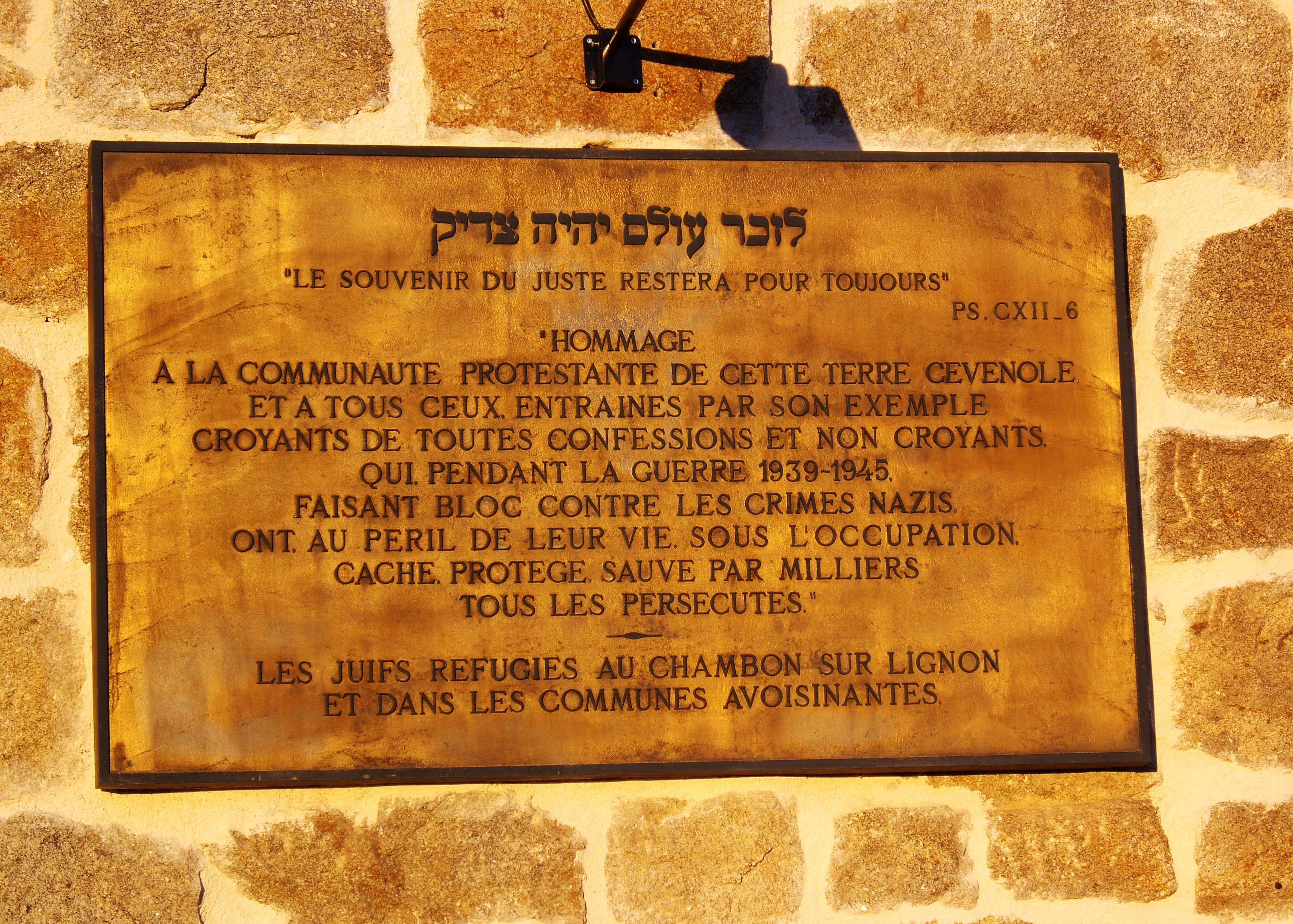
Pietra d'inciampo a Le Chambon-sur-Lignon

- Le Chambon-sur-Lignon, nel dipartimento dell'Alta Loira in Francia, che salvò 5 000 ebrei.
- Nella Polonia occupata, tra le centinaia di villaggi vanno ricordati Głuchów vicino a Łańcut dove l'intera popolazione fu coinvolta[169] nell'aiuto agli ebrei, così come i villaggi di Główne, Ozorków, Borkowo vicino a Sierpc, Dąbrowica vicino a Ulanów, Głupianka vicino a Otwock[170], Teresin vicino a Chełm[171]. A Cisie, vicino a Varsavia, 25 polacchi furono catturati mentre nascondevano ebrei; furono uccisi e il villaggio fu raso al suolo per rappresaglia[172][173]. A Gołąbki Jerzy e Irena Krępeć fornirono un nascondiglio a ben 30 ebrei nella loro fattoria e organizzarono lezioni per tutti i bambini, cristiani ed ebrei insieme; le loro azioni erano "un segreto di Pulcinella nel villaggio". Altri abitanti del villaggio aiutavano "se non altro per fornire un pasto"[174]. Un'altra coppia di agricoltori, Alfreda e Bolesław Pietraszek, fornì rifugio a famiglie ebree composte da 18 persone a Ceranów vicino a Sokołów Podlaski, e i vicini diedero una mano portando cibo[175]. A Markowa, dove 17 ebrei sopravvissero alla guerra rifugiandosi presso i loro vicini cristiani, l'intera famiglia polacca di Józef e Wiktoria Ulma, inclusi 6 bambini e uno in grembo, furono uccisi dai tedeschi per aver nascosto le famiglie Szall e Goldman. Dorota e Antoni Szylar nascosero sette membri della famiglia Weltz. Julia e Józef Bar diedero riparo a cinque membri della famiglia Reisenbach, Michal Bar a Jakub Lorbenfeld, mentre Jan e Weronika Przybylak a Jakub Einhorn.
- Tršice, Repubblica Ceca. Molti nel villaggio nascosero una famiglia ebrea; sei di loro ricevettero l'onorificenza di Giusto tra le nazioni.
- Nieuwlande (Paesi Bassi) durante la guerra contava 117 abitanti. La maggior parte delle famiglie del villaggio e dei dintorni collaborarono per dare rifugio agli ebrei, rendendo così difficile per chiunque tradire i propri vicini. Decine di ebrei furono salvati, e oltre 200 abitanti della zona furono onorati da Yad Vashem[176].
- Moissac (Francia) - nella città c'erano una pensione ebraica e un orfanotrofio. Quando al sindaco fu detto che i nazisti stavano arrivando, gli alunni grandi andarono in campeggio per diversi giorni, i piccoli furono alloggiati presso le famiglie della zona con la raccomandazione di trattarlii come membri della famiglia; gli studenti più grandi si nascondevano in casa. Quando rimanervi diventò troppo pericoloso, i residenti provvidero per ognuno di loro un posto sicuro. Se era era necessario spostarli, la famiglia ospitante cercava un altro alloggio e li accompagnava nella nuova casa.
- Le città portoghesi di Figueira da Foz, Porto, Coimbra, Curia, Ericeira e Caldas da Rainha furono destinate ad ospitare a rifugiati. Erano resort piacevoli con molti hotel disponibili[177]. I rifugiati conducevano una vita del tutto normale[115]. Avevano il permesso di circolare liberamente entro i confini della città, praticare le loro religioni e iscrivere i loro figli nelle scuole locali. "Qui ci è stata concessa la libertà di movimento; ci è stato permesso di andare in gita e vivere come volevamo", disse Ben-Zwi Kalischer[178]. Quei tempi sono stati catturati in film che è possibile trovare nell'Archivio di film e video di Steven Spielberg[179].
- Oľšavica, Slovacchia[180][181].

## Altre organizzazioni
- American Jewish Joint Distribution Committee
- Jewish Labor Committee[182]